# Boulevard Saint-Michel (Paris)

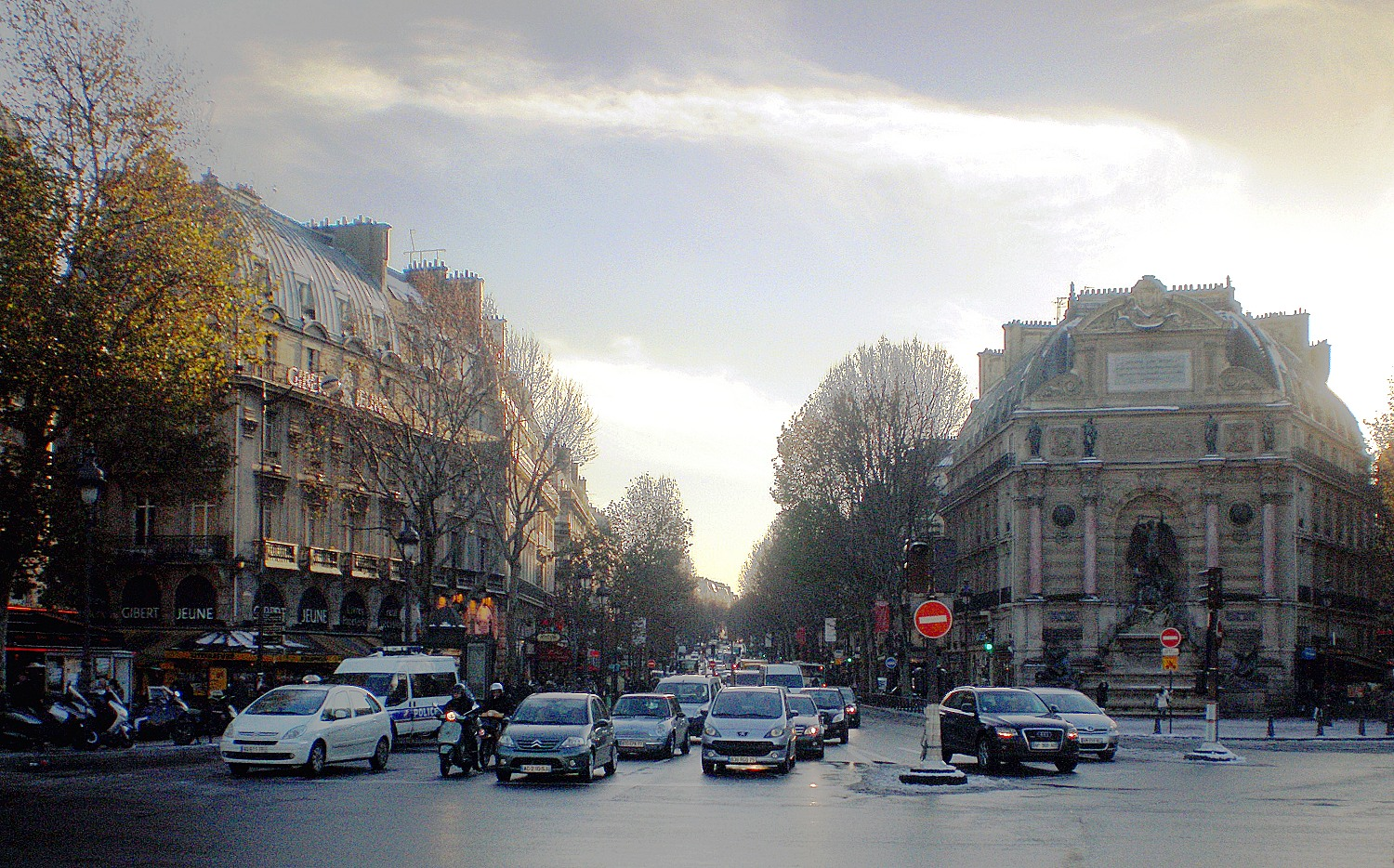
Boulevard Saint-Michel visto da Pont Saint-Michel.

O Boulevard Saint-Michel é uma via de Paris entre os 5.º e 6.º arrondissements do Sena ao bairro de Port Royal.

## Localização e acesso
O boulevard vai da Pont Saint-Michel até a Avenue de l'Observatoire. É familiarmente chamado de " Boul'Mich' ", por contração de "Boulevard Saint Michel", que uma vez lhe foi conferida pelos estudantes, talvez por anticlericalismo.
A parte norte do boulevard é hoje a mais movimentada, graças às suas muitas livrarias e lojas de roupas, incluindo a livraria Gibert Joseph.
A via corre ao longo do Jardim de Luxemburgo.
Em particular, dá acesso à entrada principal da Sorbonne e da Square Samuel-Paty, via Rue des Écoles, bem como ao Museu de Cluny, via Rue Du Sommerard.

## Origem do nome
Esta via deve o seu nome à Pont Saint-Michel à qual conduz e que se localizava perto da Capela Saint-Michel du Palais.

## Histórico
O Boulevard Saint-Michel foi perfurado seguindo as diretrizes do Barão Haussmann no século XIX, paralela à Rue Saint-Jacques que marca o eixo norte-sul histórico. Em 1855, um decreto declarou a criação do Boulevard Saint-Germain e o endireitamento e alargamento da Rue de la Harpe — que terminava na Place Saint-Michel, na esquina da Rue Saint-Hyacinthe-Saint-Michel e da Rue d'Enfer — destinado a prolongar o Boulevard du Centre (atual Boulevard de Sébastopol) na margem esquerda.
Em 3 de maio de 1858, a cidade de Paris e o Estado assinam um acordo que prevê a execução no prazo de dez anos, a partir de 1 de janeiro de 1859, desde a extensão do Boulevard de Sébastopol até a Île de la Cité (atual boulevard du Palais) e entre a praça Saint-Michel e a interseção do Observatório.
A extensão do boulevard Sébastopol (margem esquerda), desde a Praça Saint-Michel até ao cruzamento do Observatório, alargando a 30 metros a Rue d'Enfer e a Rue de l'Est e o isolamento do jardim do Luxemburgo na a margem da Rue d'Enfer foi declarada de utilidade pública em 30 de julho de 1859.
A abertura do bulevar levou ao desaparecimento parcial ou total de um certo número de ruas existentes, como a Rue Mâcon, a Rue Poupée e a Rue Percée-Saint-André.
Constituiu, com o Boulevard de Sébastopol, o novo grande eixo norte-sul da capital e foi inicialmente denominado "Boulevard de Sébastopol rive gauche" antes de mudar seu nome em 1867.
Em 30 de janeiro de 1918, durante a Primeira Guerra Mundial, o no 60 boulevard Saint-Michel foi atingido durante um ataque efetuado por aviões alemães.
Em dezembro de 1958, entre 6000 e 7000 manifestantes estudantis do Quartier Latin que queriam marchar em direção ao Palácio Bourbon foram detidos por forças de paz no cruzamento dos boulevards Saint-Michel e Saint-Germain. Pouco depois, a Assembleia Nacional votou por unanimidade um desejo condenando a violência policial.
Em maio de 68, por sua proximidade com a Sorbonne, o " Boul' Mich' " foi um dos principais confrontos entre a polícia e os estudantes. Ele foi bloqueado por barricadas e caminhões CRS por mais de um mês.

Quelques vues historiques
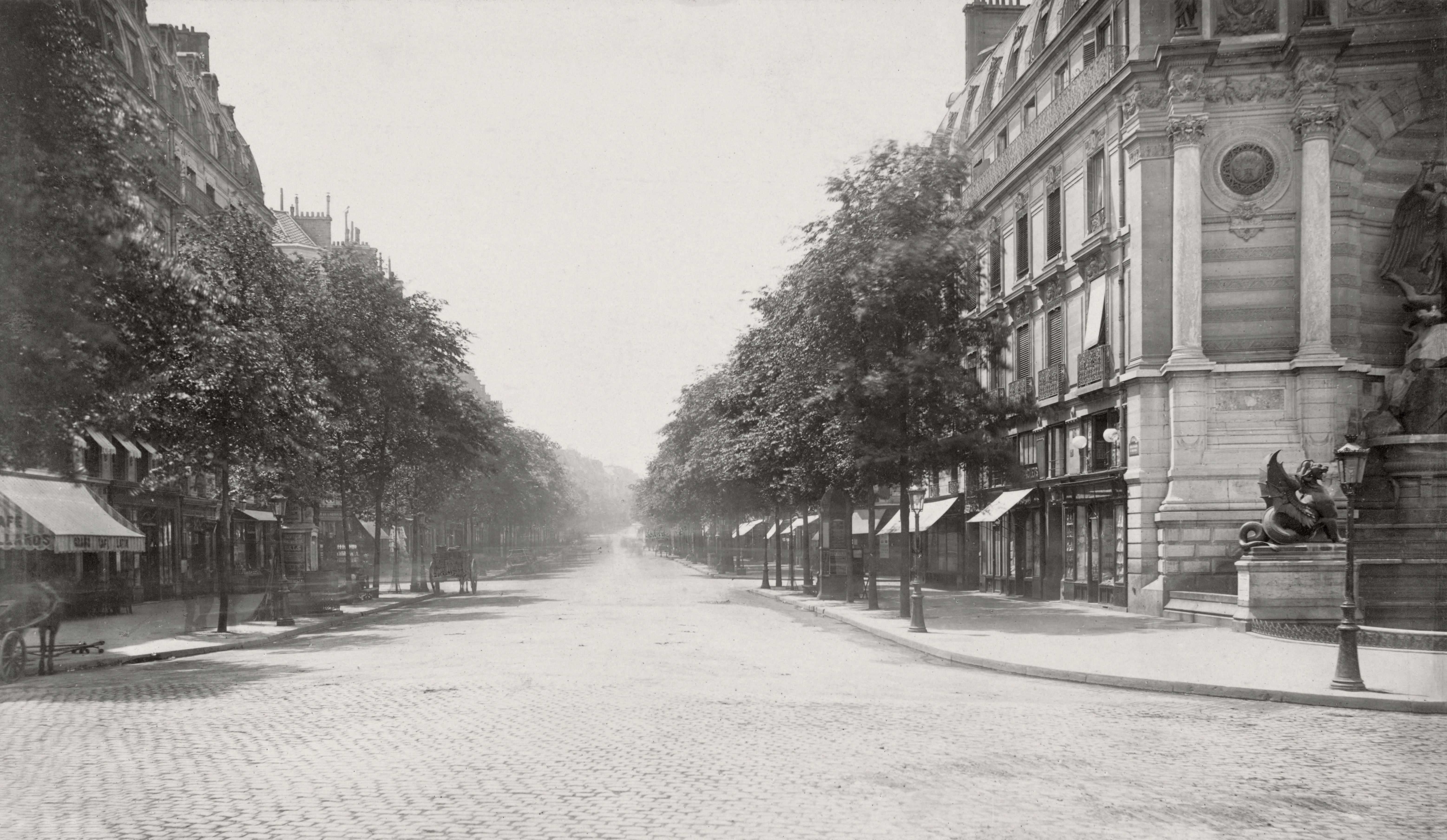
O boulevard por volta de 1860 - 1870 (fotografia de Charles Marville).
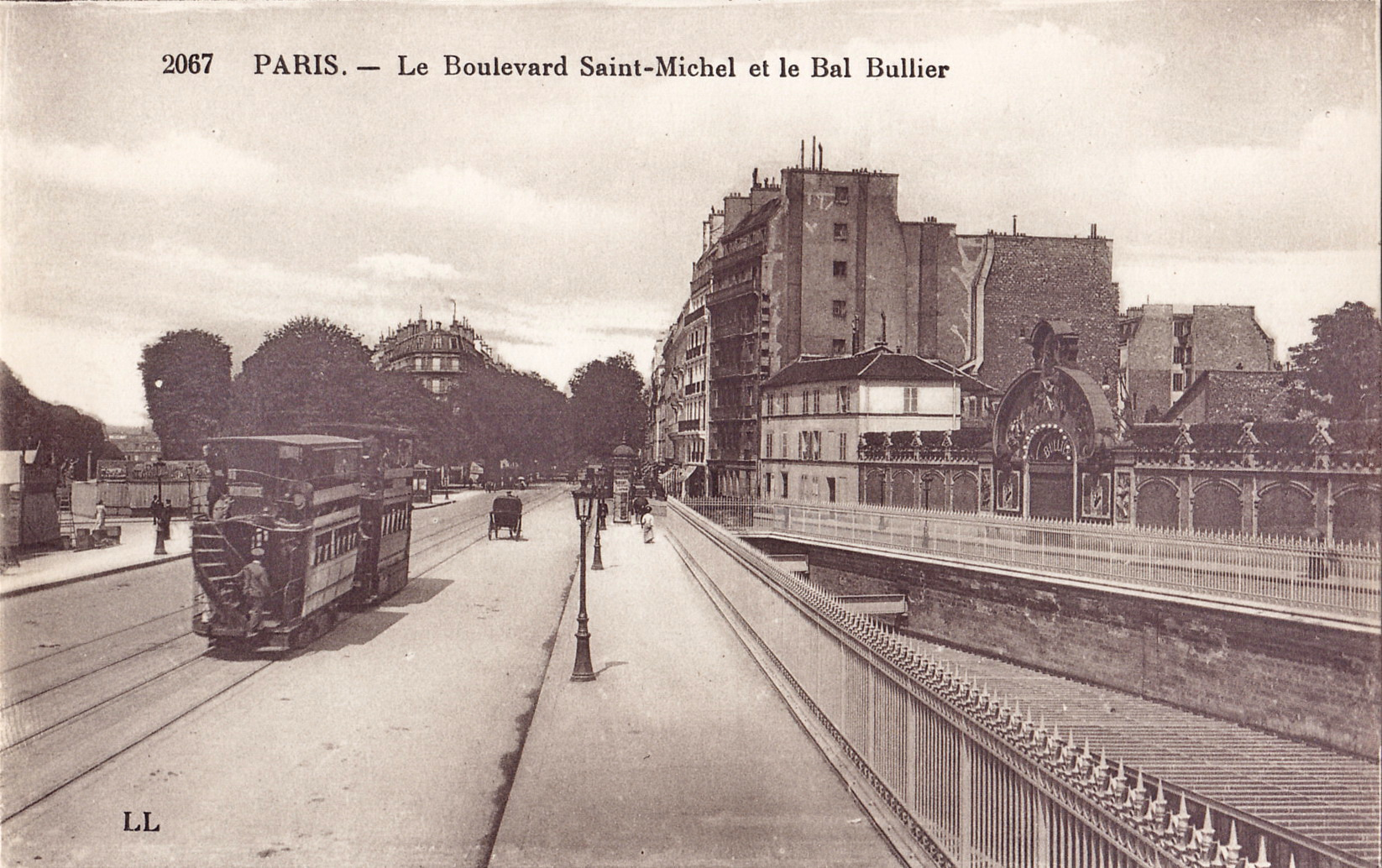
O topo do boulevard, no auge da Estação de Port-Royal e do Bal Bullier, antes da Primeira Guerra Mundial, e na época dos bondes parisienses.
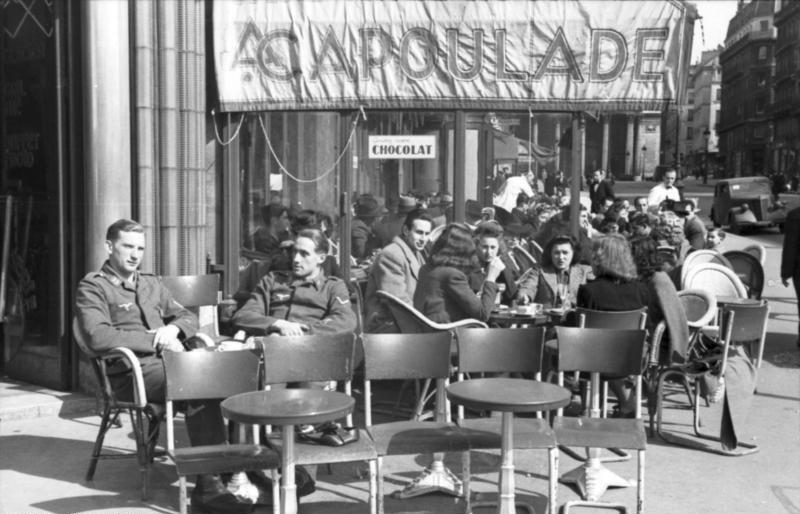
Soldados alemães em março de 1943, sob ocupação.
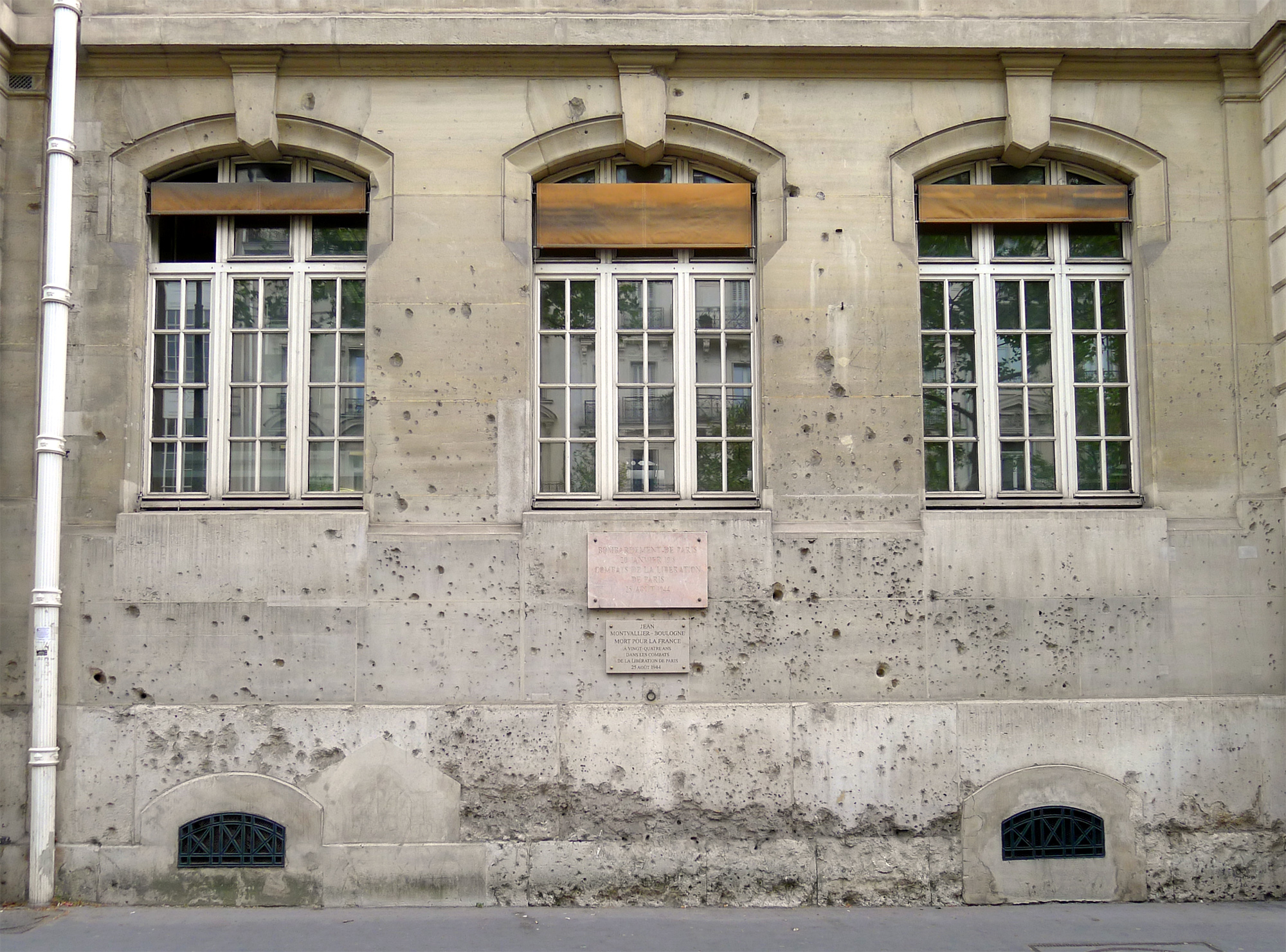
Vestígios das batalhas pela Libertação de Paris nas paredes da École des Mines no boulevard Saint-Michel.

## A extensão para o mar
Um candidato político chamado Duconnaud propôs certa vez como promessa eleitoral estender o boulevard Saint-Michel até o mar. A ideia foi então retomada por Ferdinand Lop que, após uma pergunta para saber para que fim ele seria estendido, respondeu não sem brio: "Será estendido para o mar em ambas as extremidades".

## Edifícios notáveis e lugares de memória
Os principais edifícios do Boulevard Saint-Michel são:
- os vestígios das Termas de Cluny (século I ou século II).
- ângulo no 2, rue Racine e rue de l'École-de-Médecine: o Hôtel des Étrangers era o ponto de encontro do Cercle des poètes zutiques.
- no 31: Zahari Stoyanov morreu aí em 2 de setembro de 1889.
- no 34: anexo da livraria Gibert Joseph desde 1996. Em 1938, o cinema Le Latin abriu neste local, anteriormente ocupado por um restaurante. Com 400 lugares e varanda, este cinema especializou-se primeiro em notícias e curtas-metragens, depois em filmes policiais. Em maio de 68, uma barricada foi erguida nas proximidades. Em 1972, converteu-se em cinema pornográfico, mais lucrativo. A desafeição do gênero nos cinemas levou ao seu fechamento em setembro de 1994. Dois anos depois foi aberto o anexo da livraria Gilbert Joseph.[4]

- no 44: o Liceu Saint-Louis

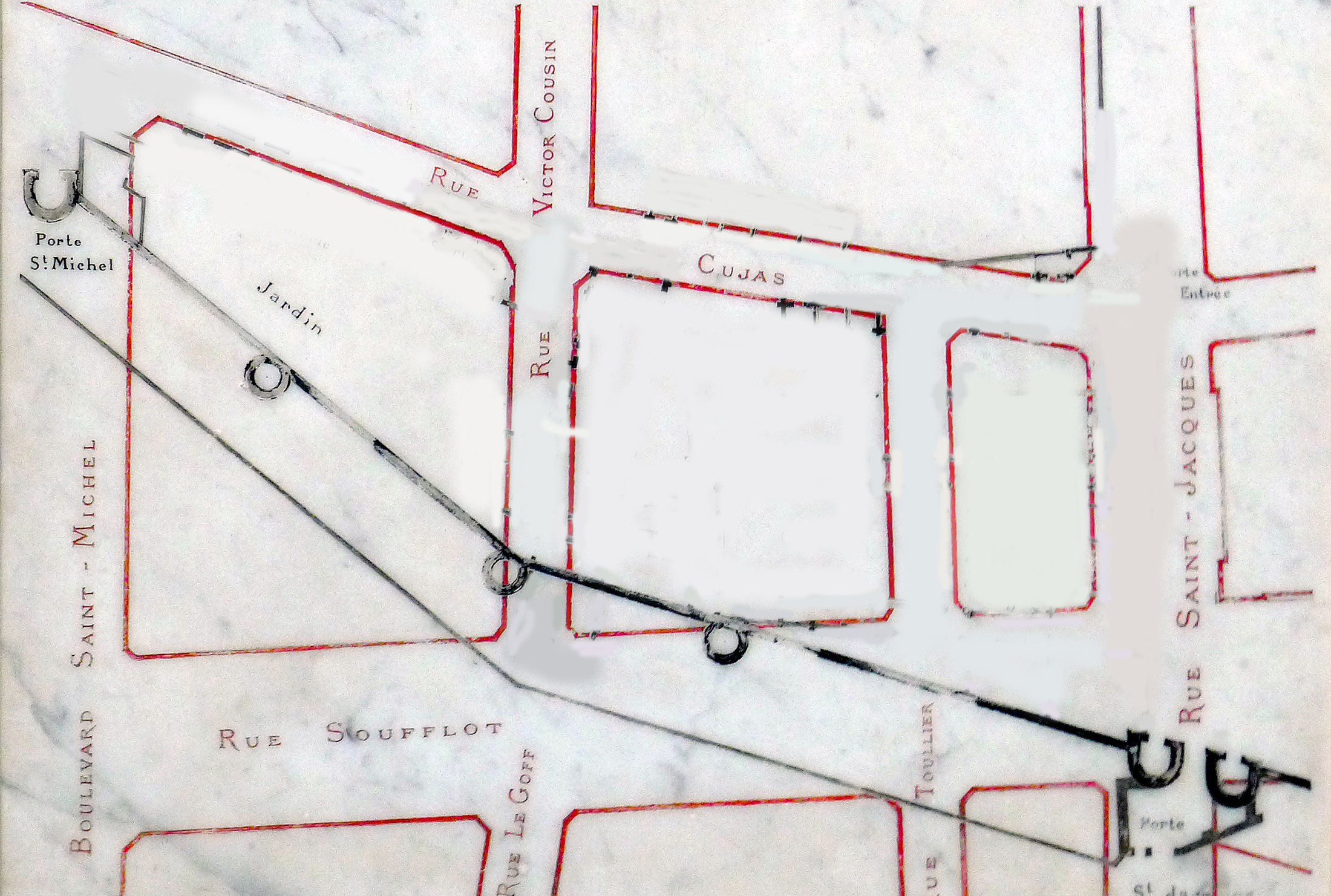
Esquema que ilustra a localização da antiga Porte Saint-Michel, anteriormente d'Enfer

- nos 51 et 53: entre esses dois números, a Rue Cujas termina no lado leste do boulevard Saint-Michel. Este passa um pouco mais ao sul pelo local ocupado do século XIII a 1684 pela Porte d'Enfer (ou de Saint-Michel) do Muro de Filipe Augusto. Esta porta da cidade fortificada, que marcava, do lado extra-muros, o ponto de partida da rua do mesmo nome no sentido sul, tendo tomado o nome de Porte Saint-Michel no final do século XV, este nome foi dado ao cruzamento que foi construído no seu lugar no final do século XVII e desapareceu por sua vez na década de 1860.

Após o cruzamento com a rotatória da Place Edmond-Rostand (a oeste), adornada com uma fonte, e a Rue Soufflot (lado leste), a boulevard corre ao longo dos portões dos Jardins de Luxemburgo.
- nos 60-62: Hôtel de Vendôme, local principal da Escola das Minas de Paris
- no 63: antigo café Capoulade que viu, em 10 de fevereiro de 1934, a criação do grupo Nicolas Bourbaki, formado por matemáticos (placa comemorativa).[5]
- no 64: edifício ocupado pela Conservation des Jardins du Luxembourg (Conservação dos Jardins de Luxemburgo), cujos funcionários no pavilhão Davioud (a sudoeste do jardim) oferecem cursos gratuitos da Escola de Horticultura dos Jardins de Luxemburgo. Este foi inaugurado em 1809 no antigo viveiro imperial do Luxemburgo, no local do dos Cartuxos.[6]

Uma placa indica que o poeta Leconte de Lisle (1818-1894) viveu nesta casa de 1872 até sua morte.
- no 93: o Foyer international des étudiantes
- no 95: edifício da primeira metade do século XIX[7] no térreo onde viveu o compositor César Franck (1822-1890), desde 1865 até à sua morte.
- nos 101 et 103: Place Louis-Marin, construída em 1967 no talude em frente a estes dois edifícios e adornada com a Fonte de la Guérison. Localizado na altura da rue Auguste-Comte, é limitado a oeste pelo boulevard. No lado oposto termina a rue de l'Abbé-de-L'Épée. Ao sul se ramifica uma parte da antiga rue d'Enfer, que permanece sob o nome de rue Henri-Barbusse.

- no 111: edifício assinado ROSET & BOILLAT ARCHITECTES 1909 (no primeiro andar à direita, entre duas janelas), abrigando o Centro Cultural do Egito no térreo.
- no 115 (antigo 7, rue de l'Est): canteiro de obras do futuro Centro Cultural Marroquino.[8] Ocupa o local de uma antiga casa de artistas datada de 1824 composta por duas oficinas — de pintura no quarto andar, de escultura no térreo — e uma decoração oriental de 1865. Esta casa acolheu muitos artistas antes de albergar desde 1957 e até na década de 1980 a sede da Associação dos Estudantes Muçulmanos do Norte da África (AEMNA). Foi demolida em 2018.

Lista dos principais artistas que ali trabalharam de 1824 a 1948 (por ano de nascimento):
— Pierre Cartellier (1757-1831), escultor, morreu em sua casa, rue de l'Est, no 7
— Jean-Baptiste-Louis Roman (1792-1835), escultor
— Louis Petitot (1794-1862), escultor
— Bernard-Gabriel Seurre (1795-1867), escultor
— Charles-Marie-Émile Seurre (1798-1858), escultor
— Eugène Devéria (1805-1865), pintor
— Louis Boulanger (1806-1867), pintor
— Prosper Blanchemain (1816-1879), poeta, crítico literário e editor
— Charles Cordier (1827-1905), escultor
— Alexandre Falguière (1831-1900), pintor e escultor
— Henri Regnault (1843-1871), pintor
— Antonin Mercié (1845-1916), pintor e escultor
— Luc-Olivier Merson (1846-1920), pintor
— Étienne Buffet (1866-1948), pintor.
- no 133: o pintor Guillaume Fouace viveu aí de 1885 a 1887.

### Locais não localizados
- Lucien Rudaux (1874-1947) viveu no boulevard Saint-Michel.
- Claude Rich (1929-2017) viveu aí em sua juventude.[9]

### Galeria

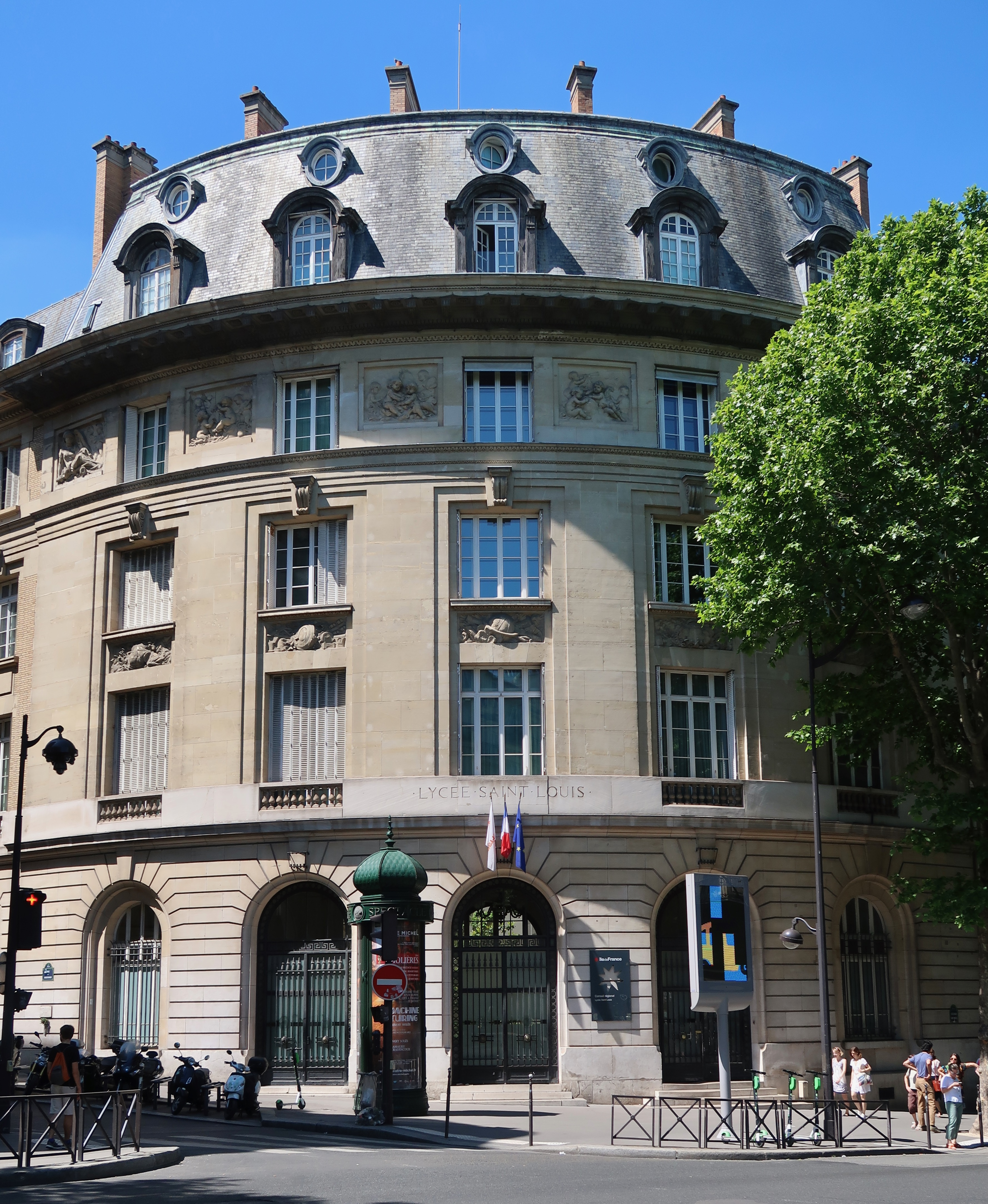
No 44: lycée Saint-Louis.
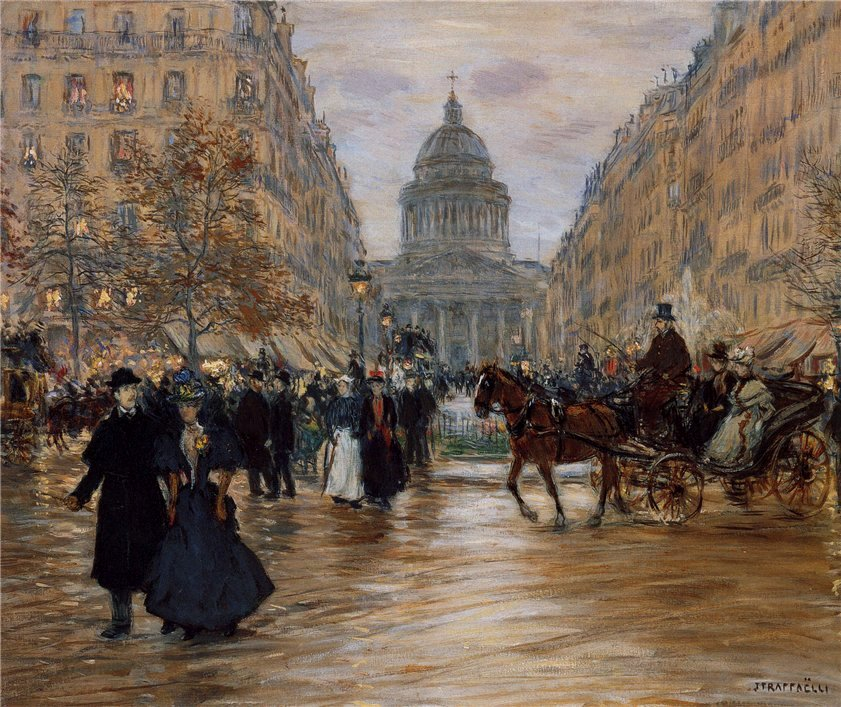
Pintura de Jean-François Raffaëlli do boulevard Saint-Michel, no cruzamento com a Rue Soufflot (1918).
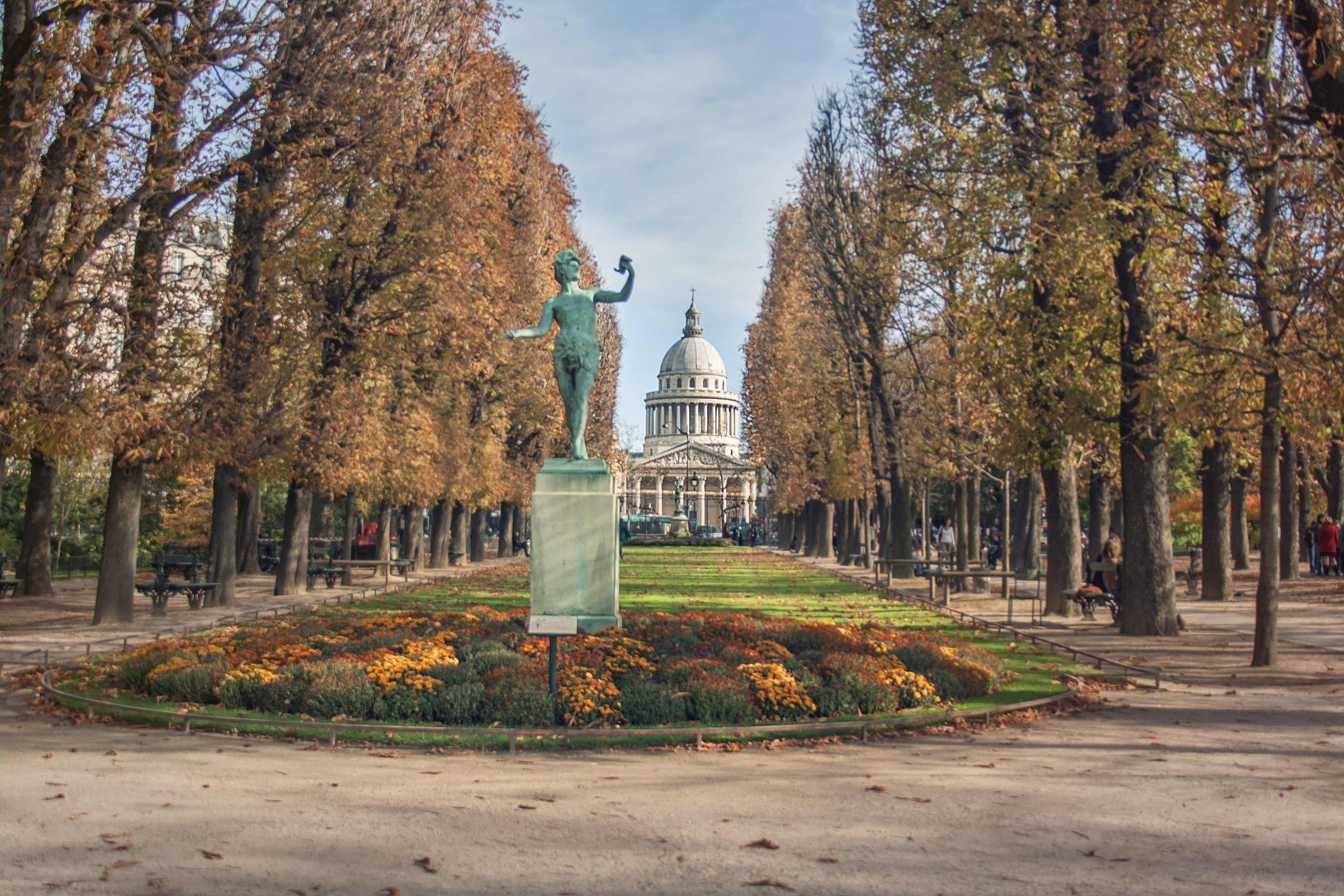
O Jardim do Luxemburgo, perspectiva para o Boulevard Saint-Michel.
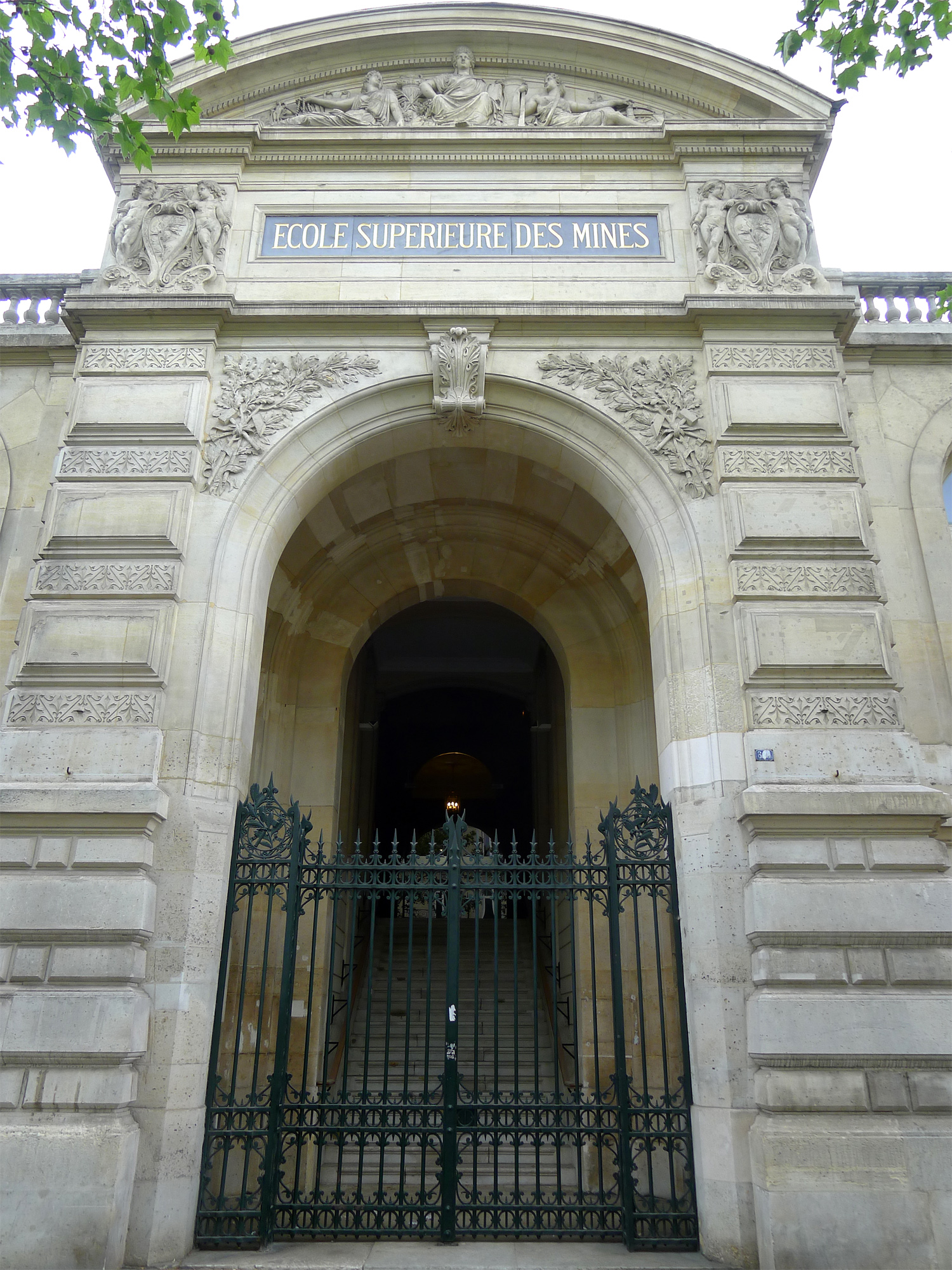
No 60: École nationale supérieure des mines.
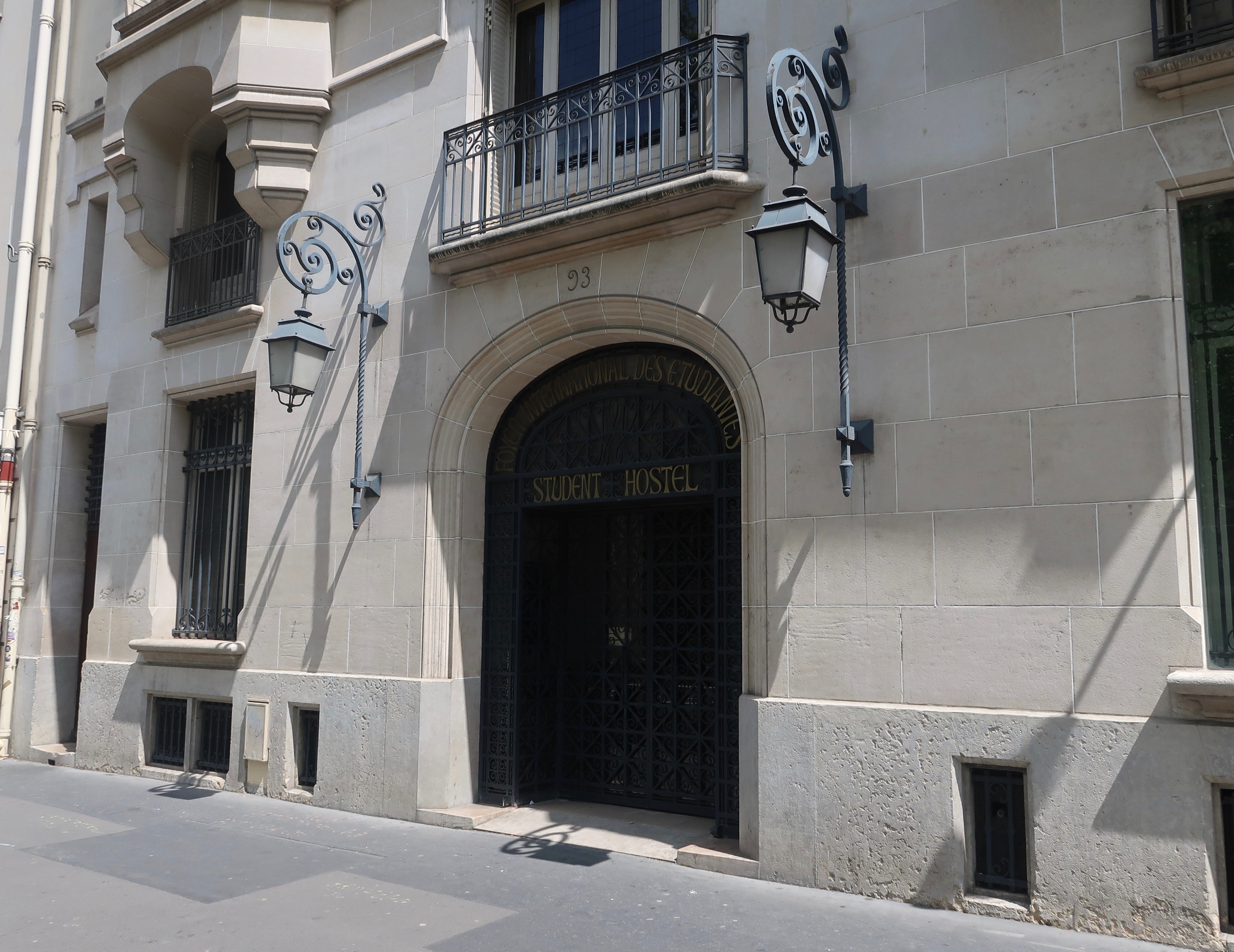
No 93: Foyer international des étudiantes.
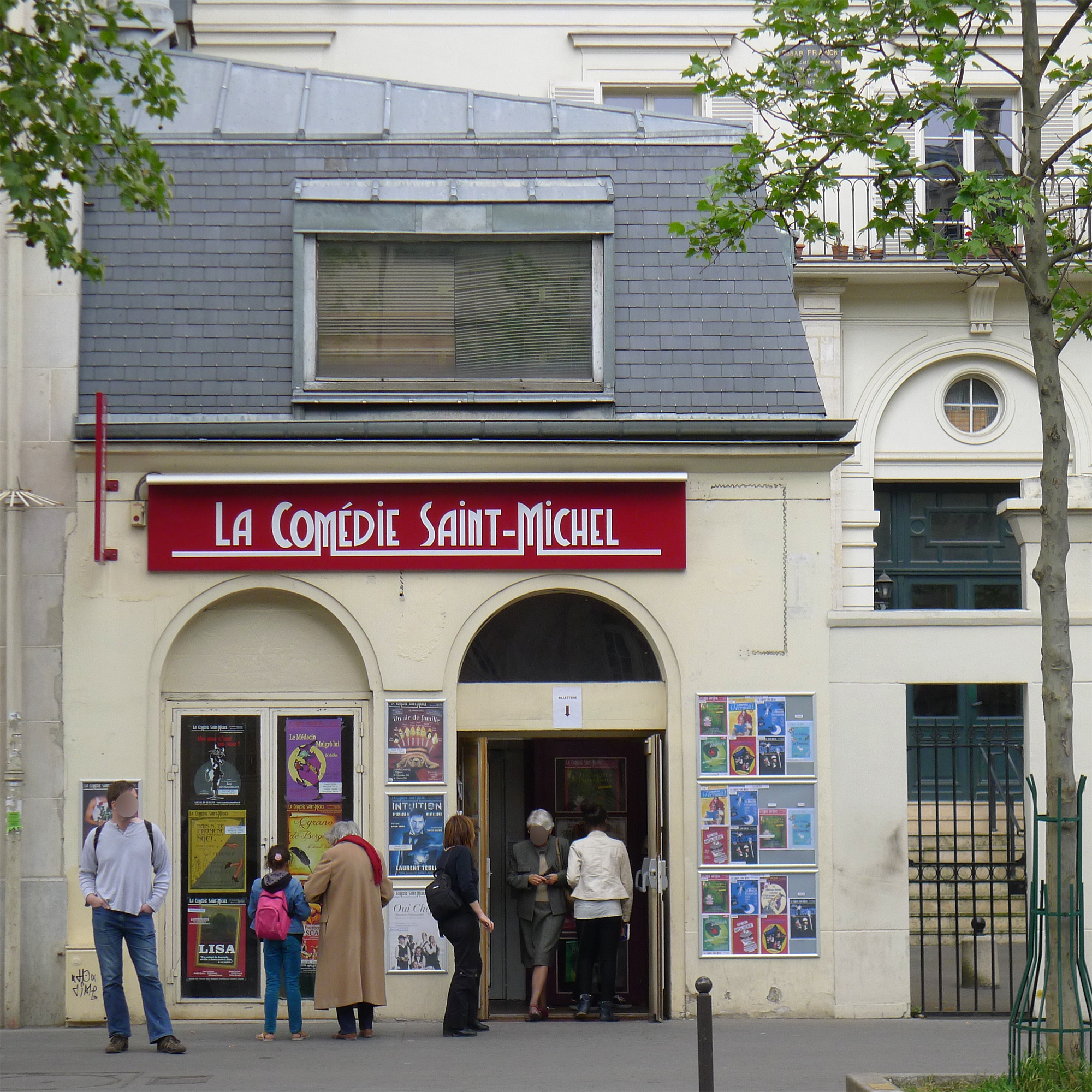
No 95: théâtre La Comédie Saint-Michel.
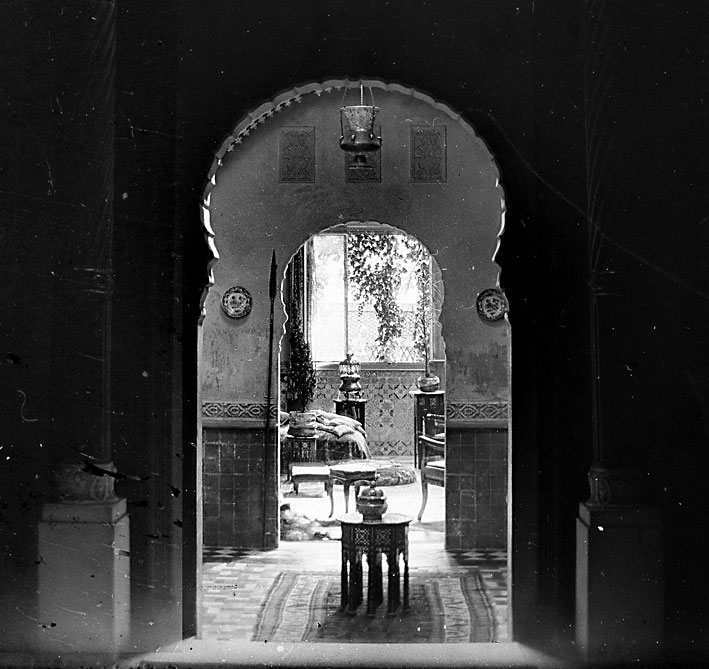
No 115: decoração oriental do estúdio de Charles Cordier (1827-1905) do 115, Boulevard Saint-Michel.
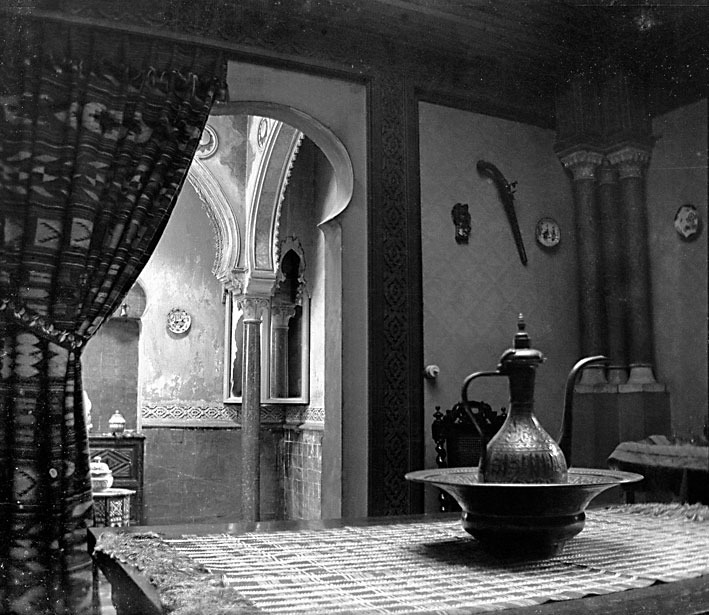
No 115: decoração oriental do estúdio de Charles Cordier (1827-1905) do 115, Boulevard Saint-Michel.
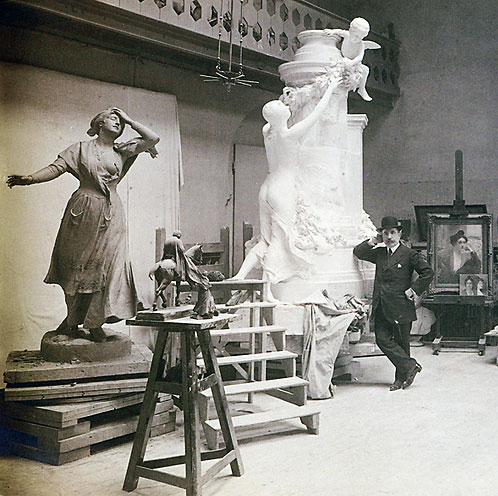
No 115: Antonin Mercié (1845-1916) em seu atelier no 115, Boulevard Saint-Michel.
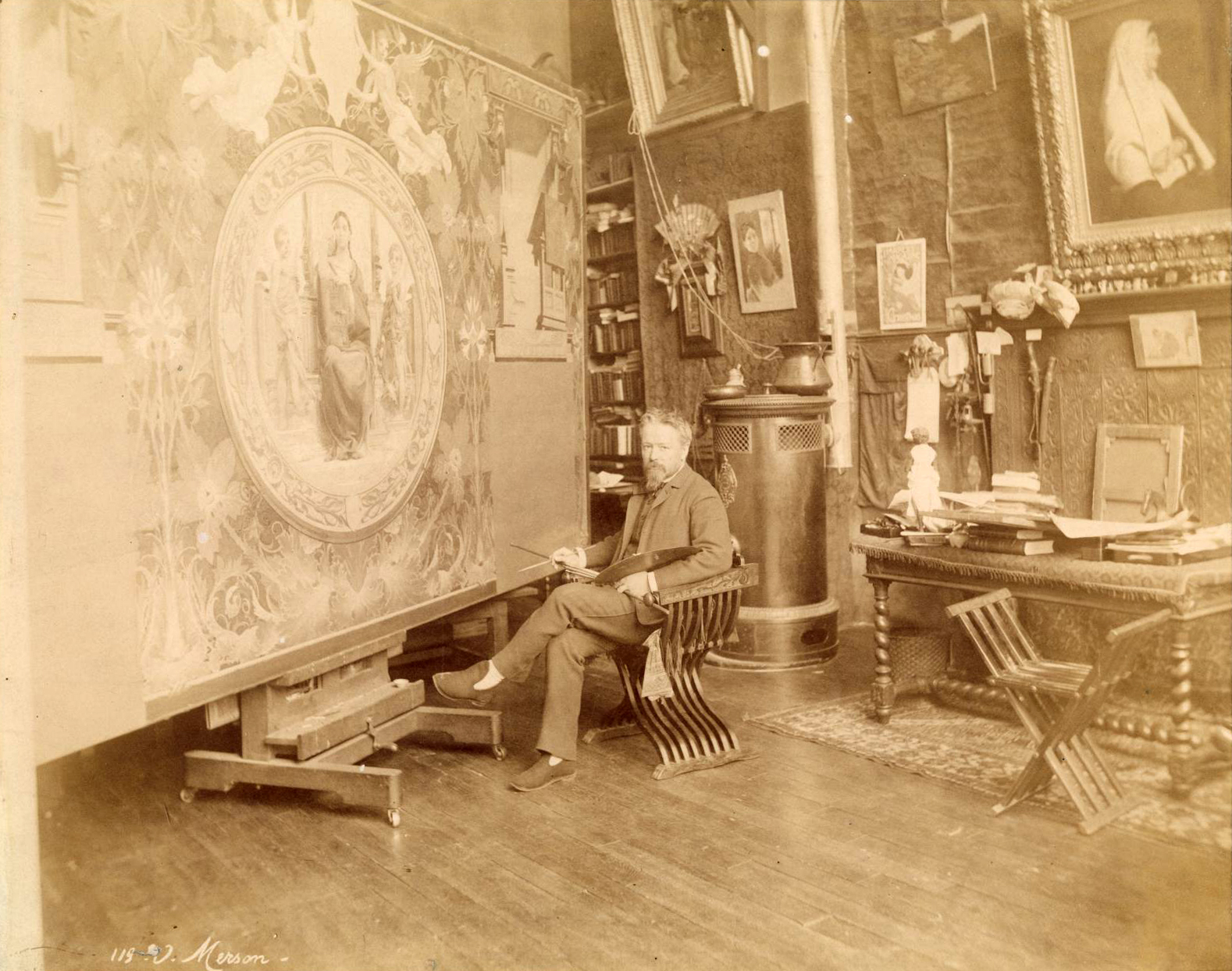
No 115: Luc-Olivier Merson (1846-1920) em seu atelier no 115, Boulevard Saint-Michel.
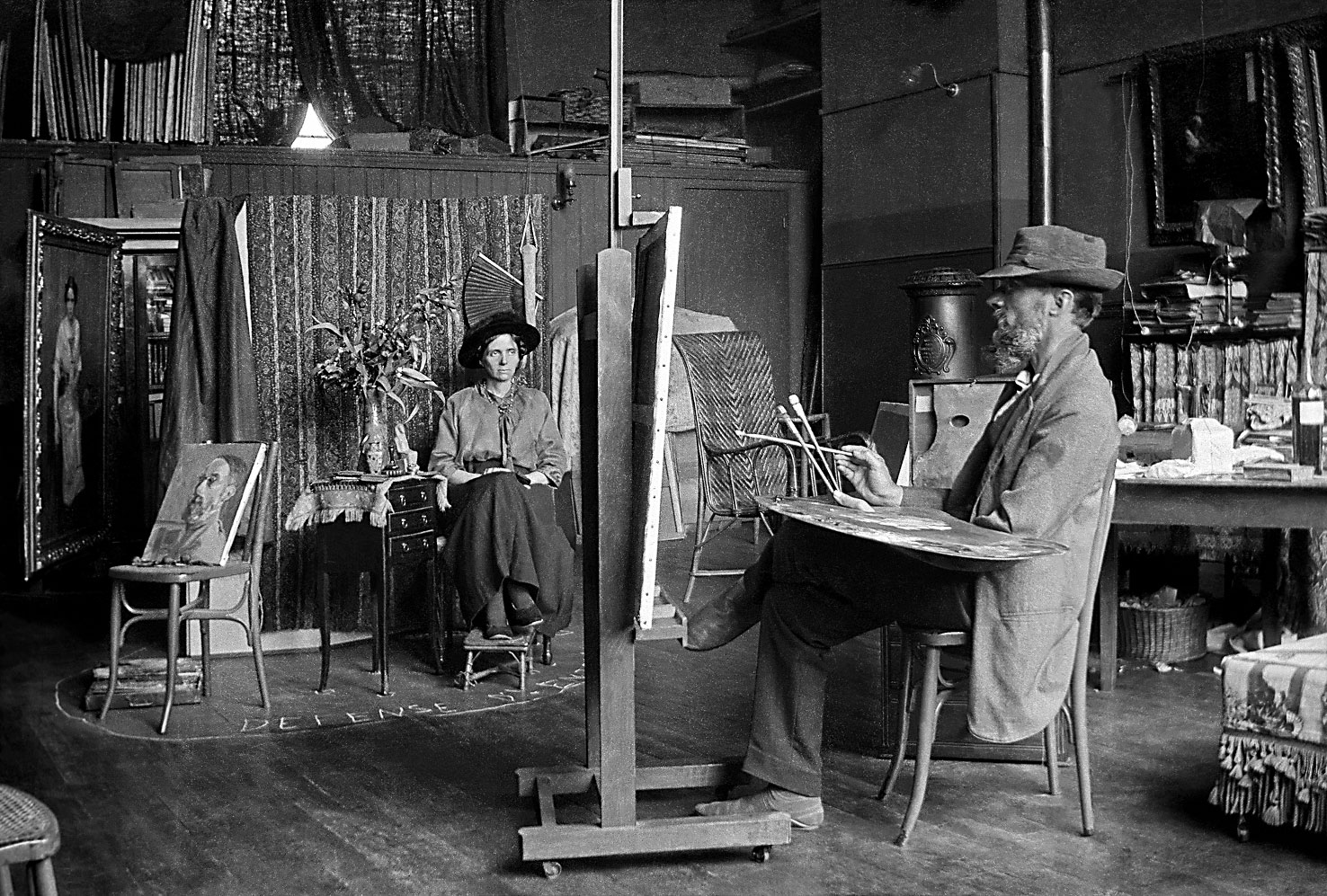
No 115: Étienne Buffet (1866-1948) em seu atelier no 115, Boulevard Saint-Michel, pintando sua esposa Cornélie Blanchemain enquanto estava de licença em outubro de 1916.
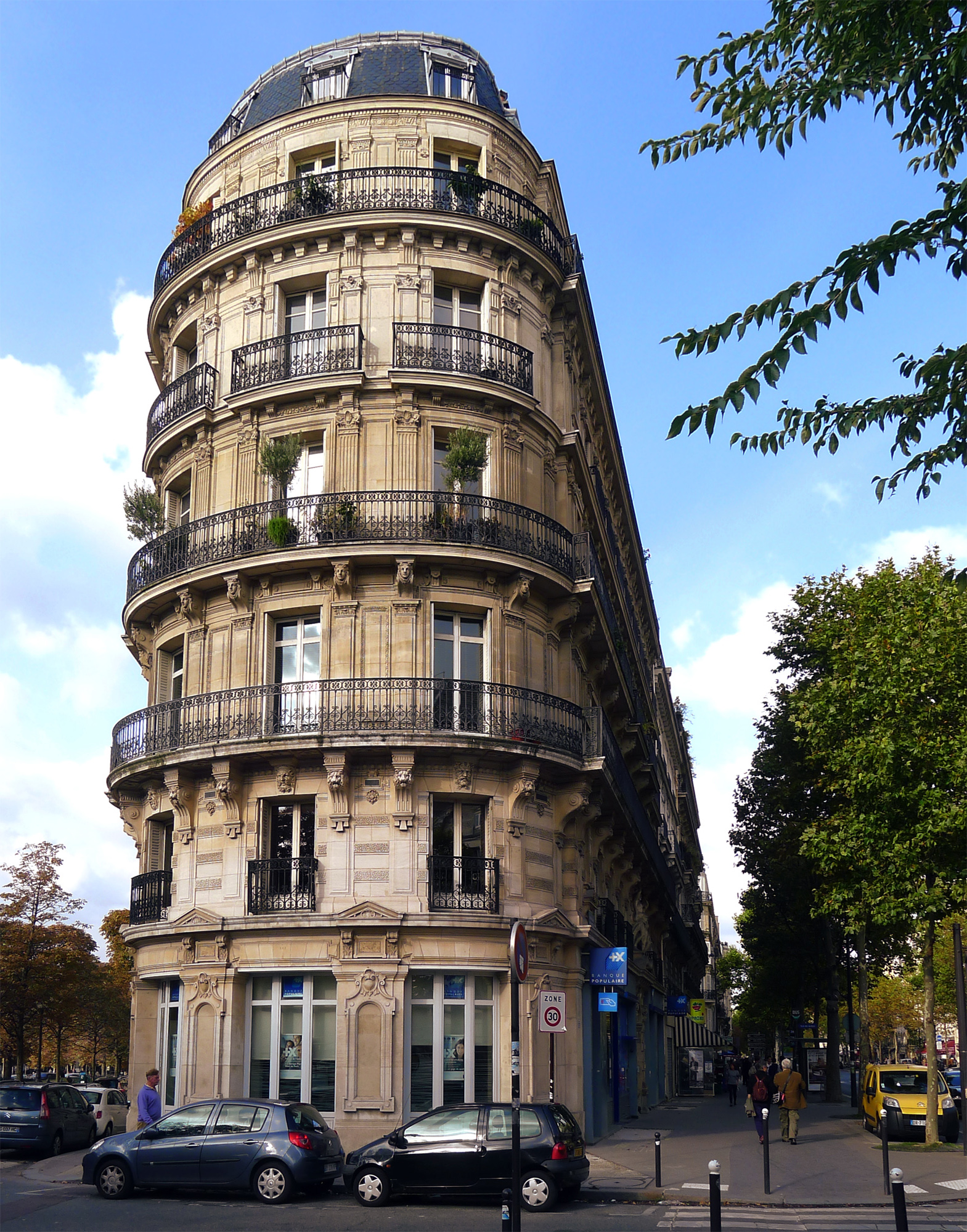
No 88: último número par, edifício de esquina com a Avenue de l'Observatoire.

### Placas comemorativas

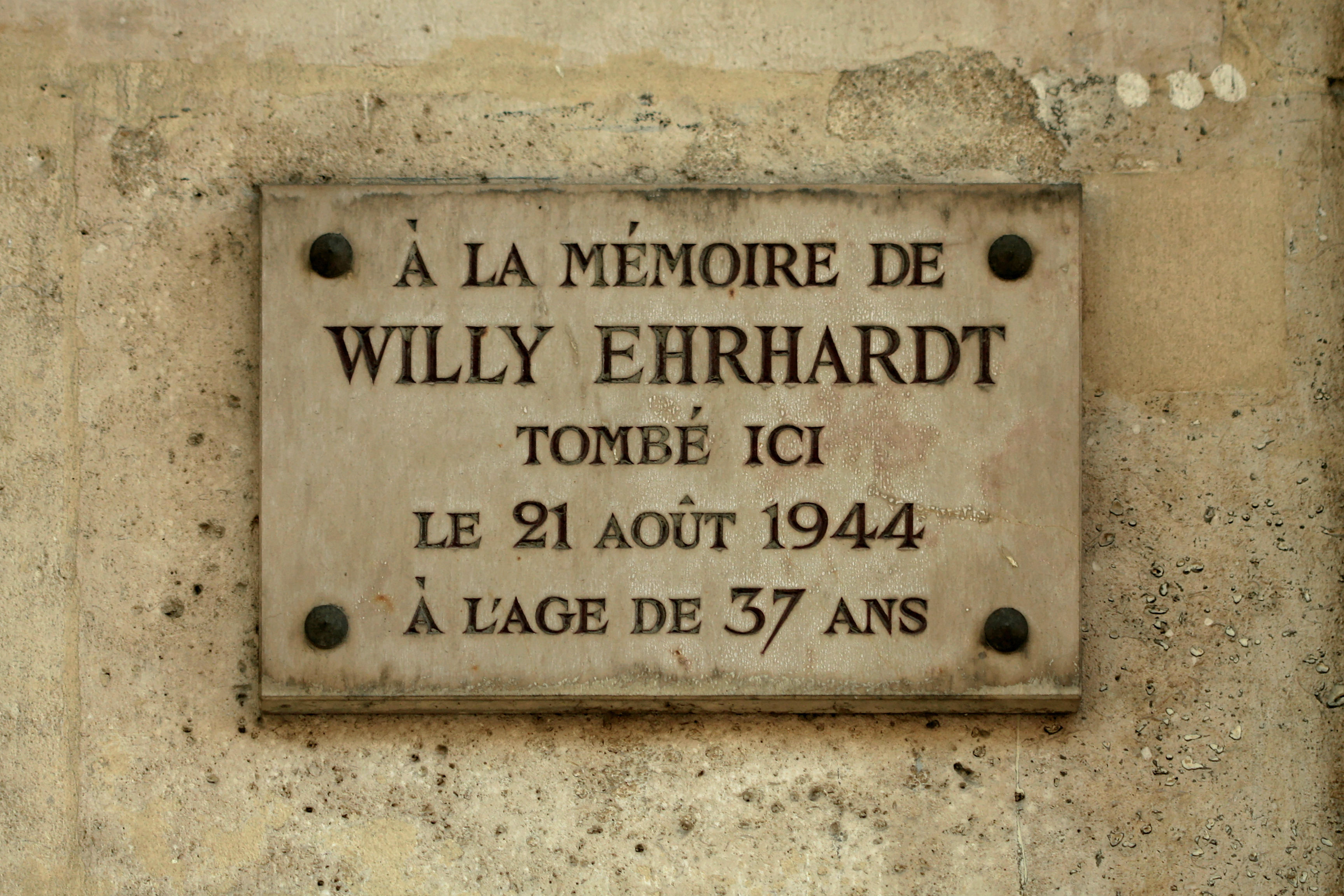
Willy Ehrhardt morreu resistente no numéro 4 durante a Libertação de Paris em 1944.
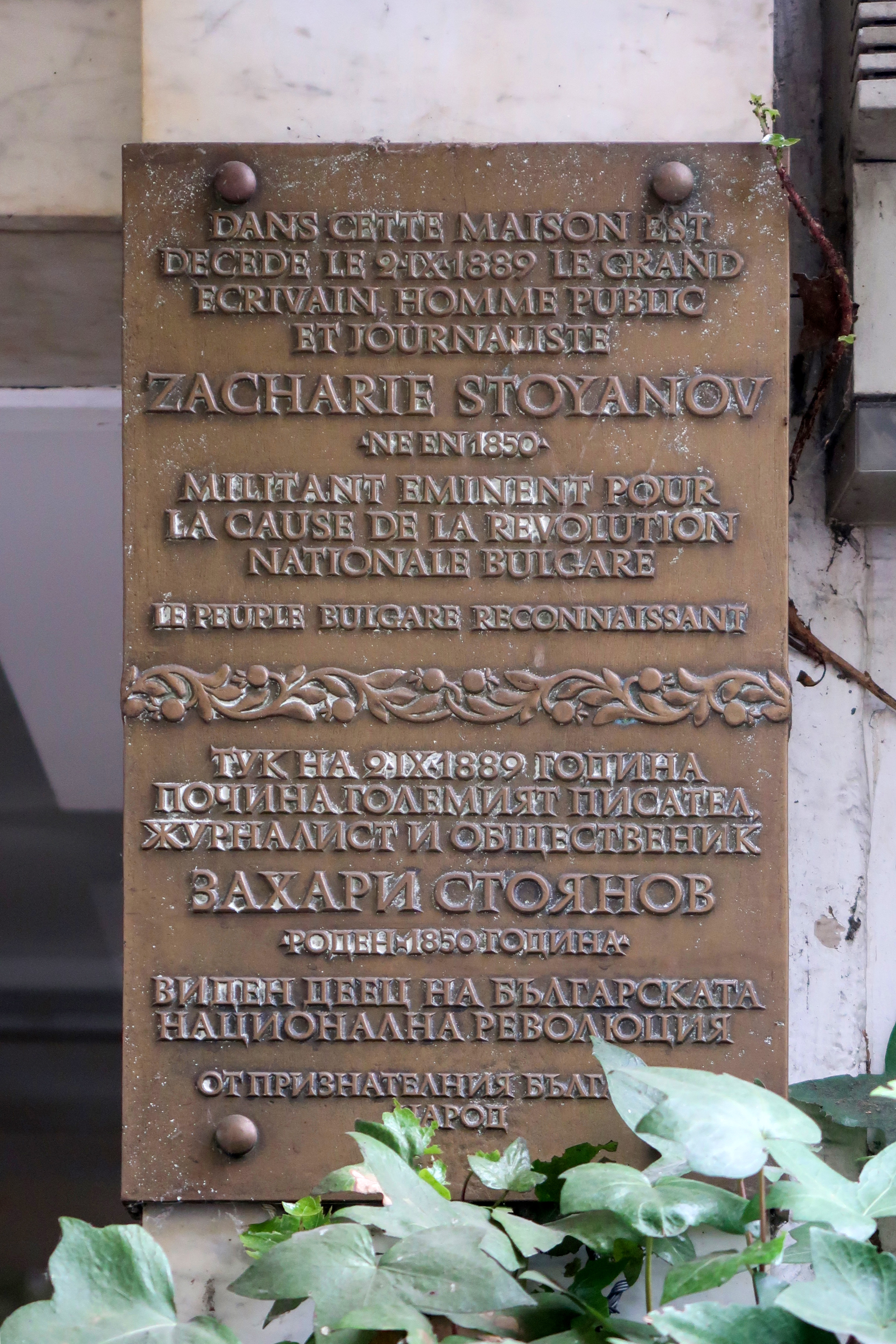
O revolucionário búlgaro Zahari Stoyanov morreu no numéro}31 em 1889.
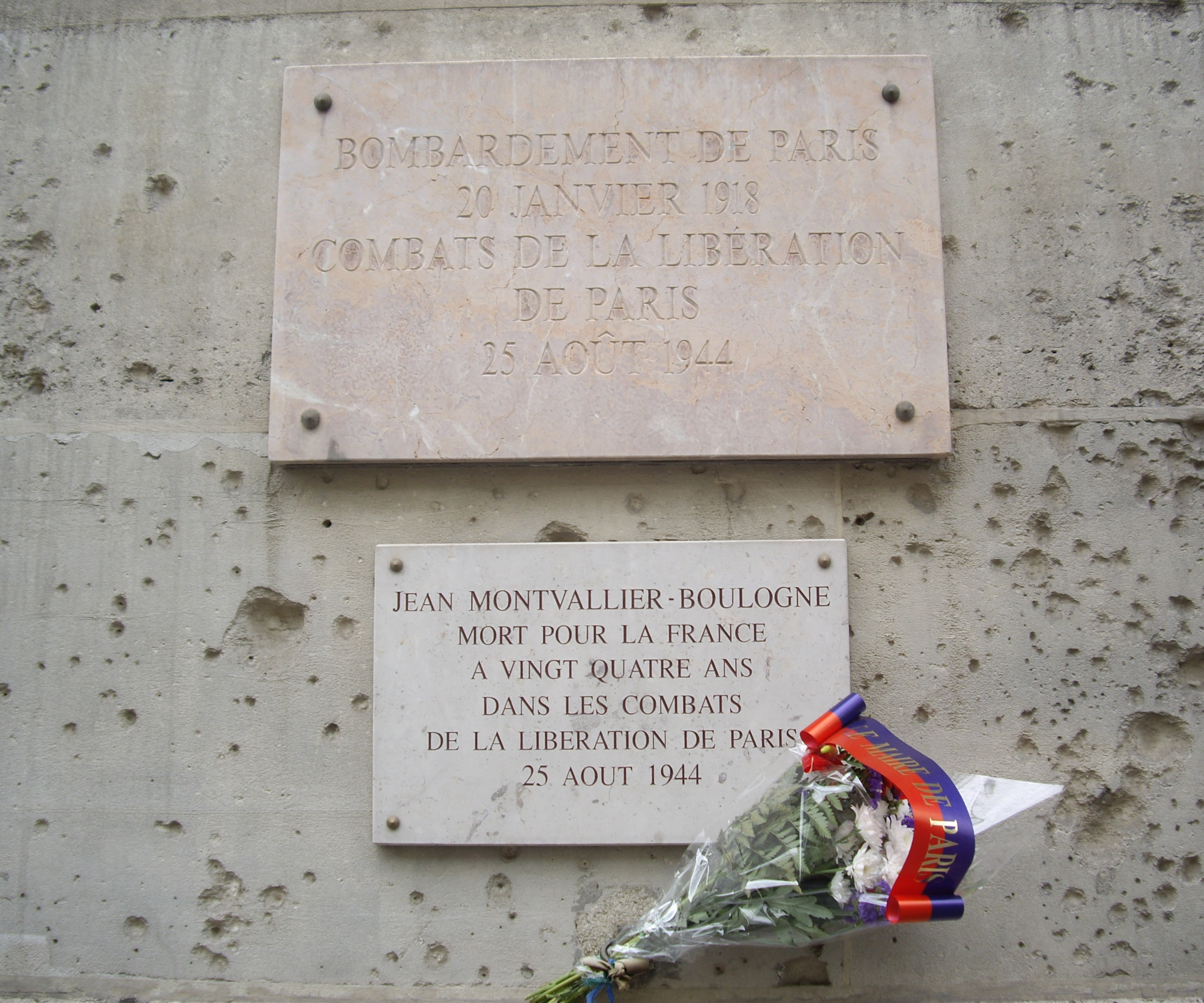
Duas placas na frente da Escola de Minas no numéro 60 em memória do Bombardeio de Paris em 1918 e da Libertação de Paris em 1944.
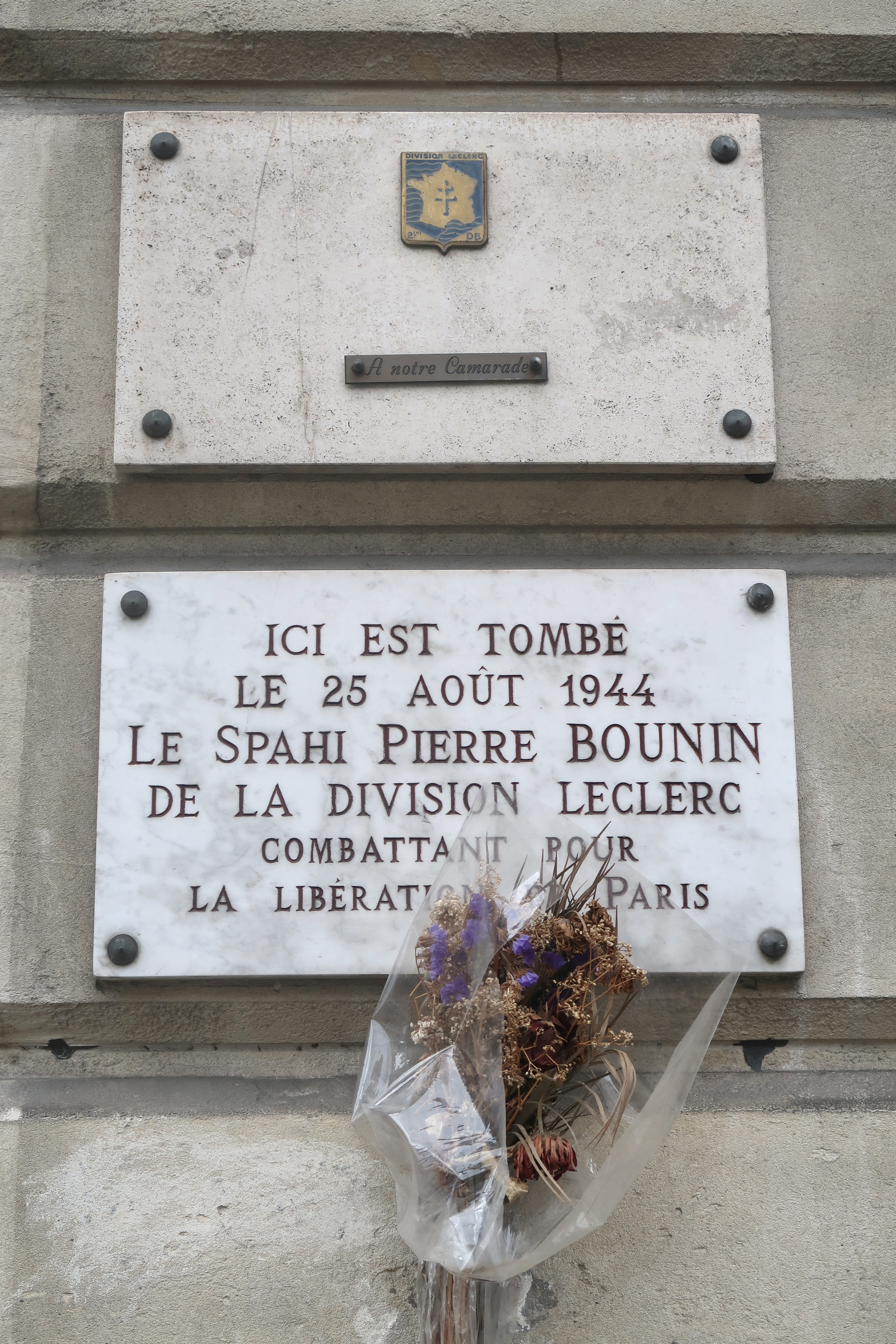
Pierre Bounin morreu no numéro 62 durante a Libertação de Paris.
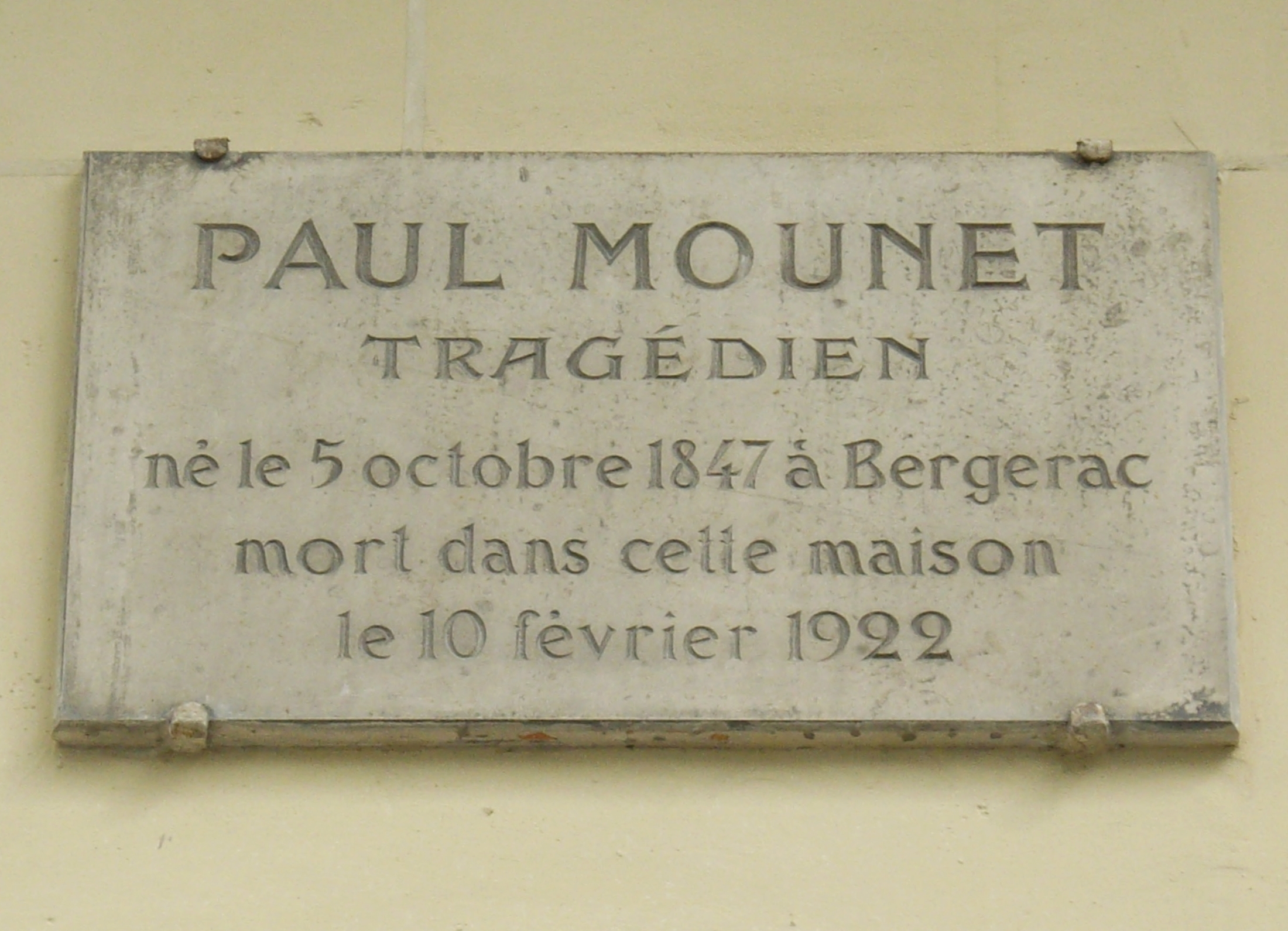
Paul Mounet morreu no numéro 63 em 1922.
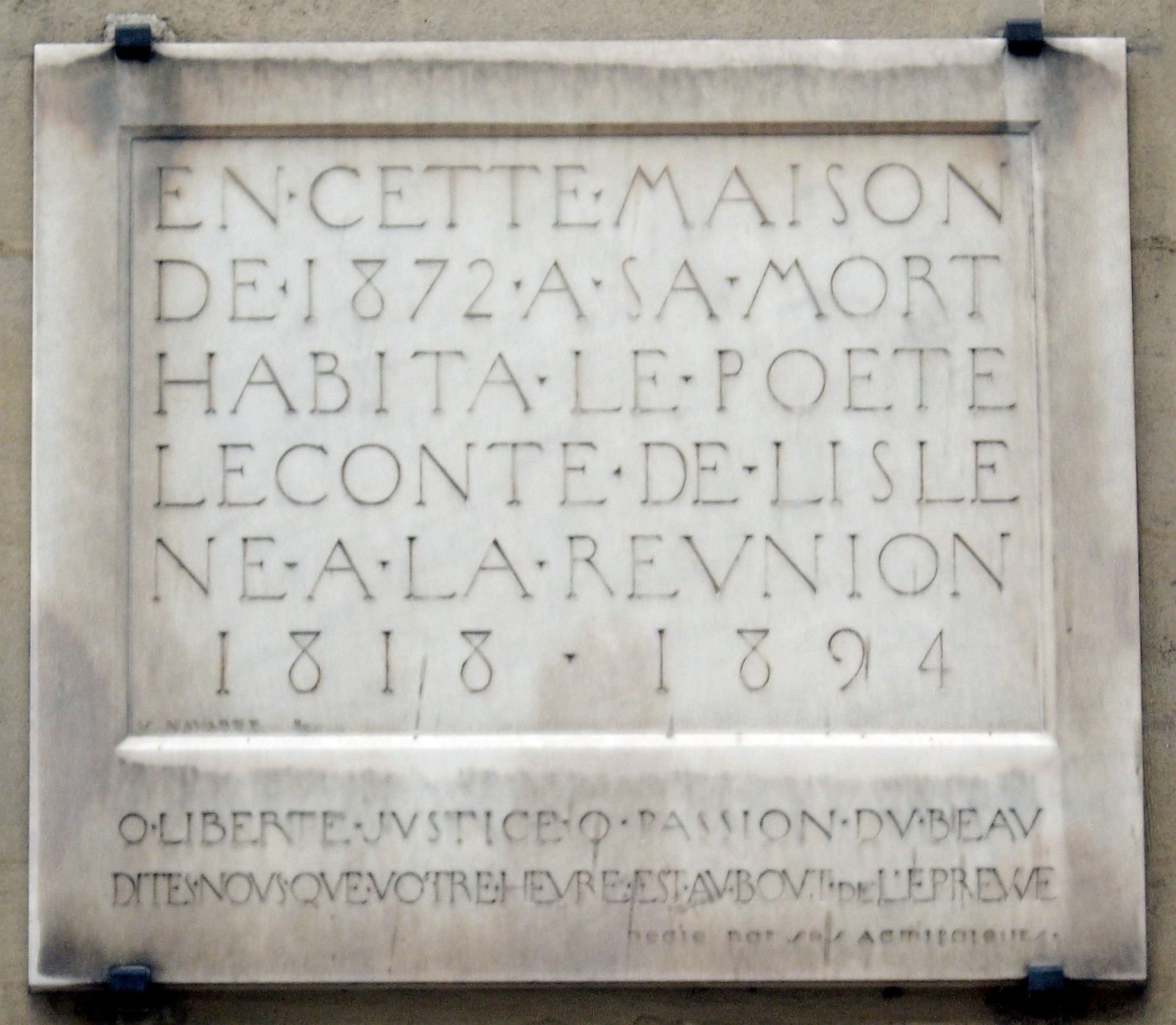
Leconte de Lisle morava no numéro 64 de 1872 até sua morte em 1892.
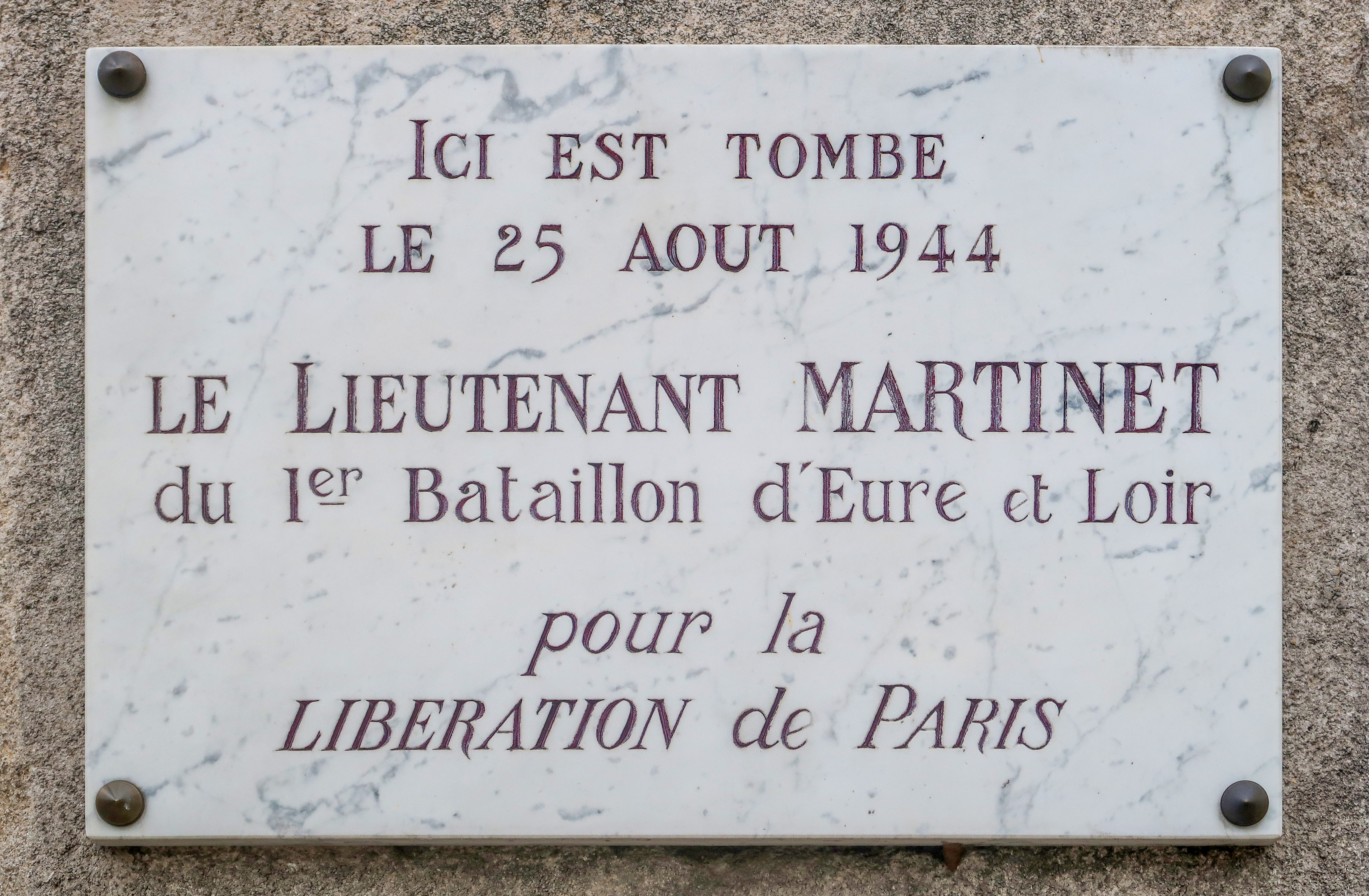
O tenente Martinet morreu no cruzamento com a Rue Auguste-Comte durante a Libertação de Paris.
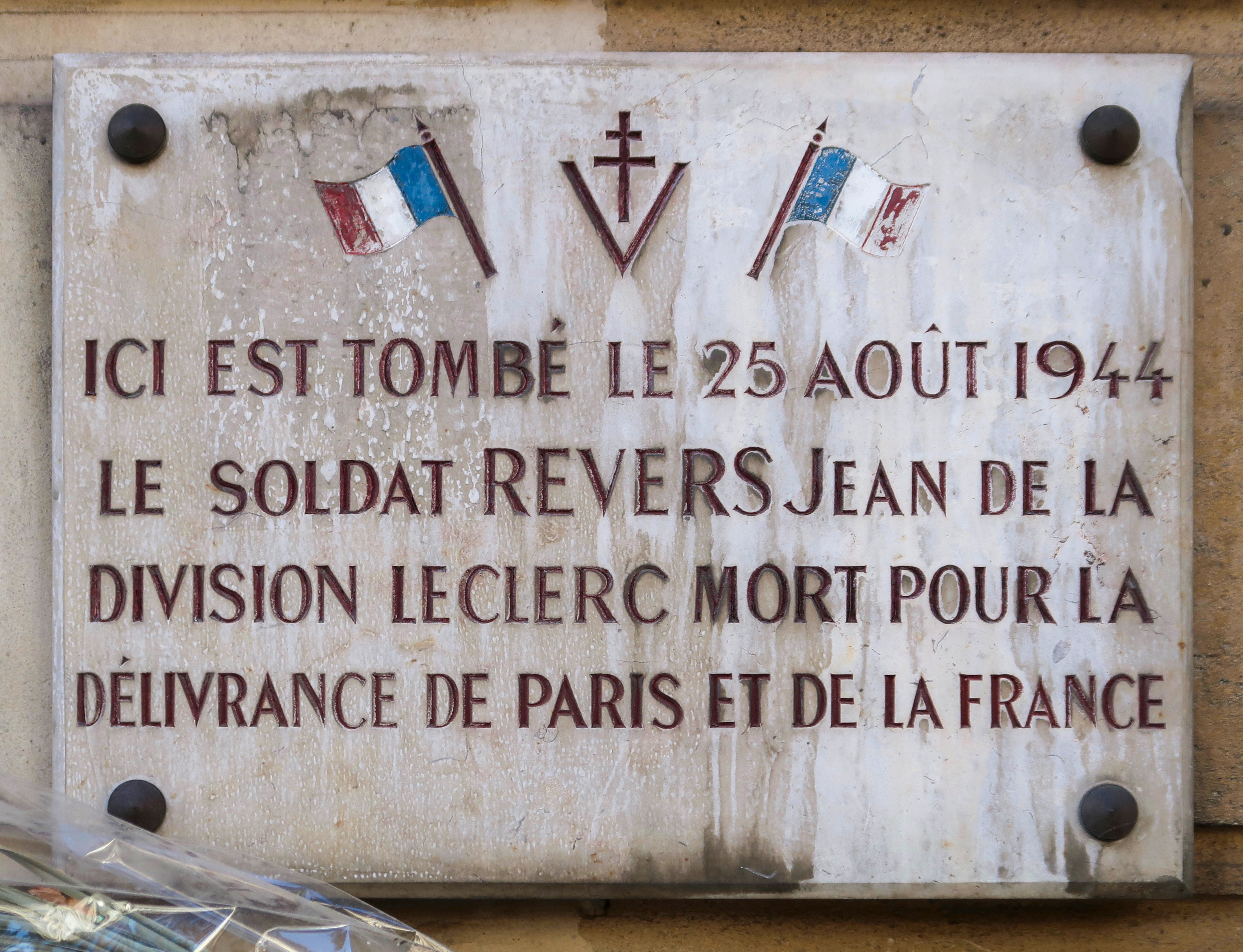
A prova é a morte de John Revers no numéro 66 durante a Libertação de Paris.
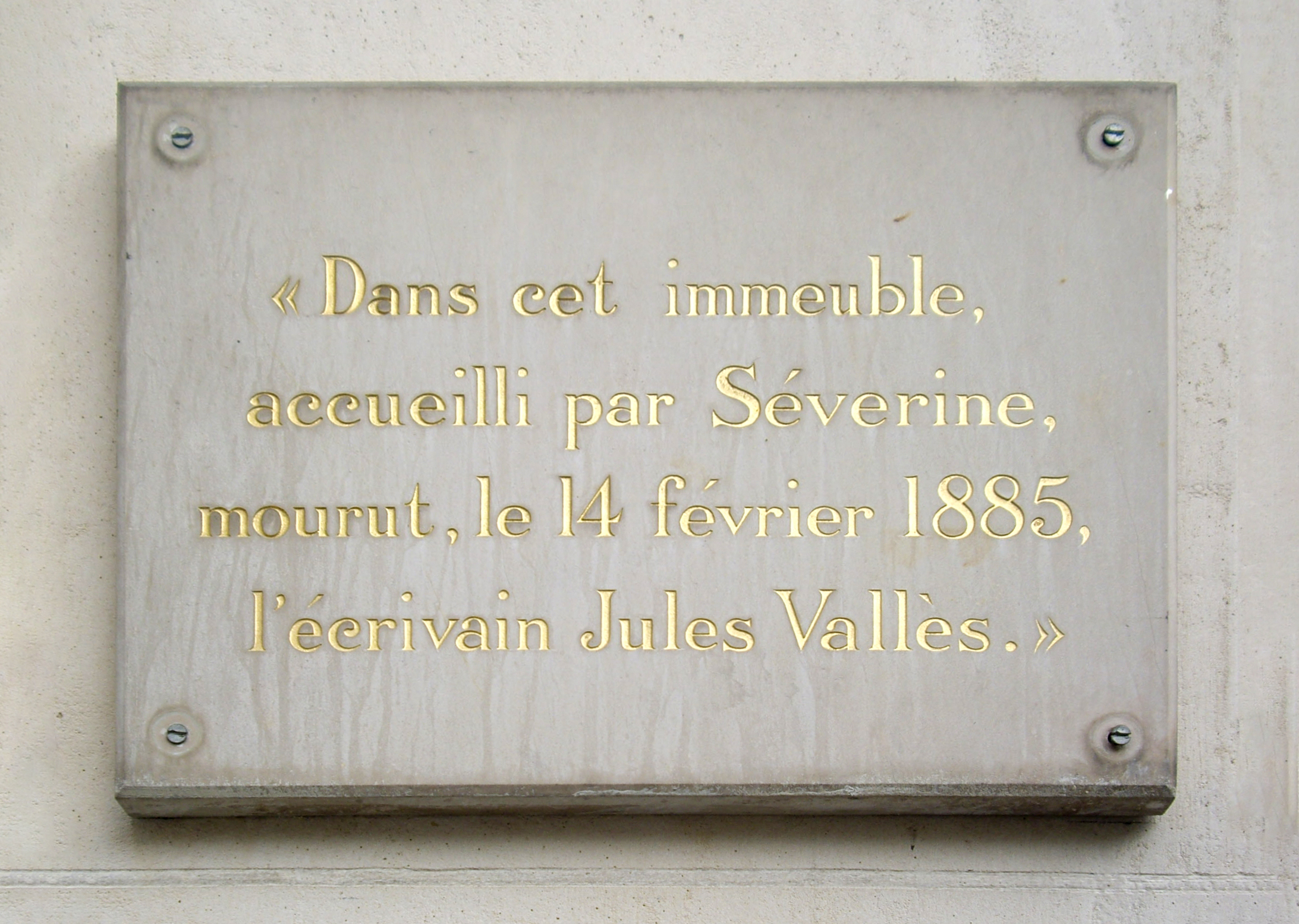
Jules Vallès morreu no numéro 77 em 1885.
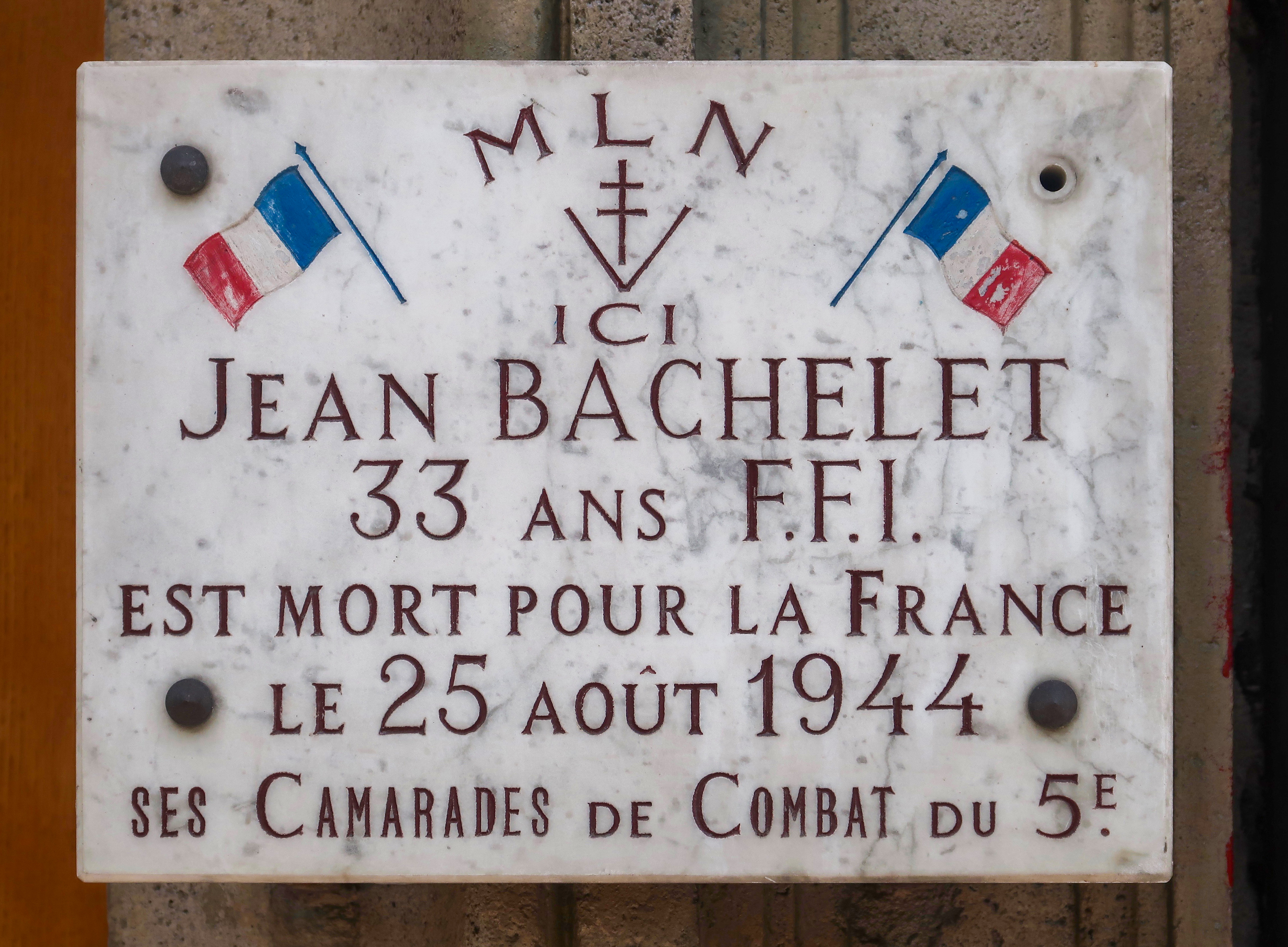
No placa 79 comemorando a morte de FFI Jean Bachelet em 1944.
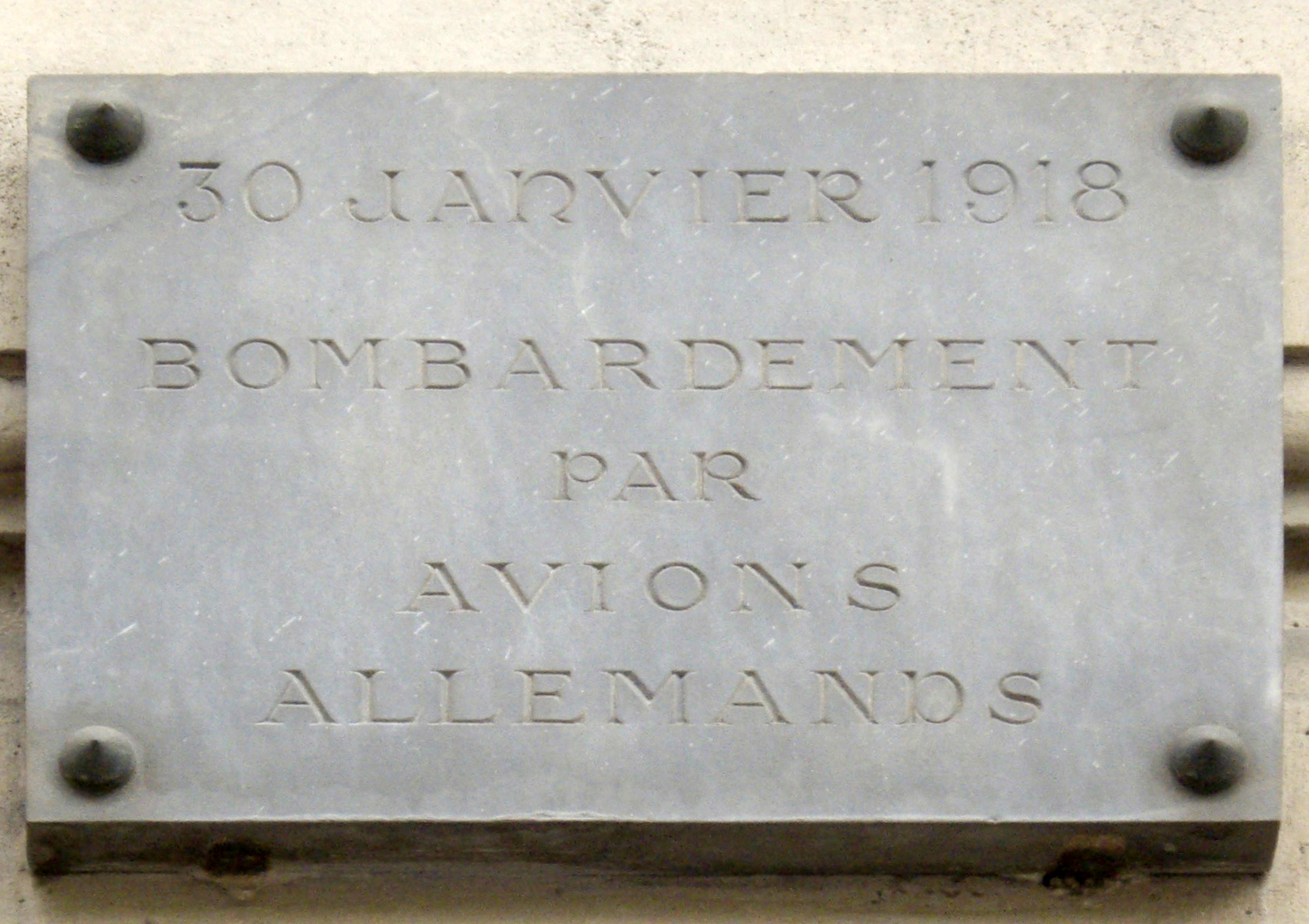
No placa 81 em memória de um bombardeio aéreo alemão em 1918.
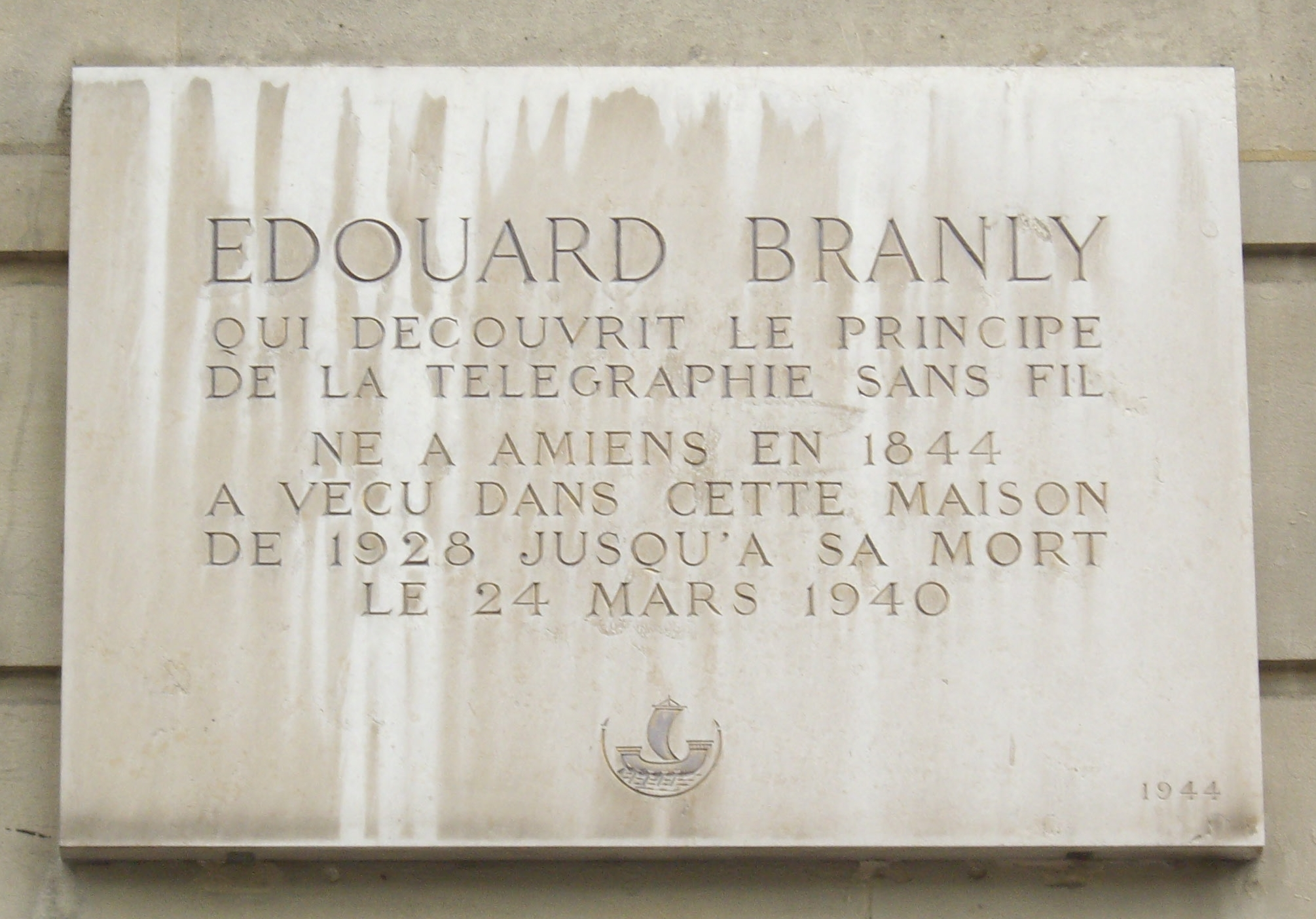
Edouard Branly residia no numéro 87 de 1928 até sua morte em 1940.
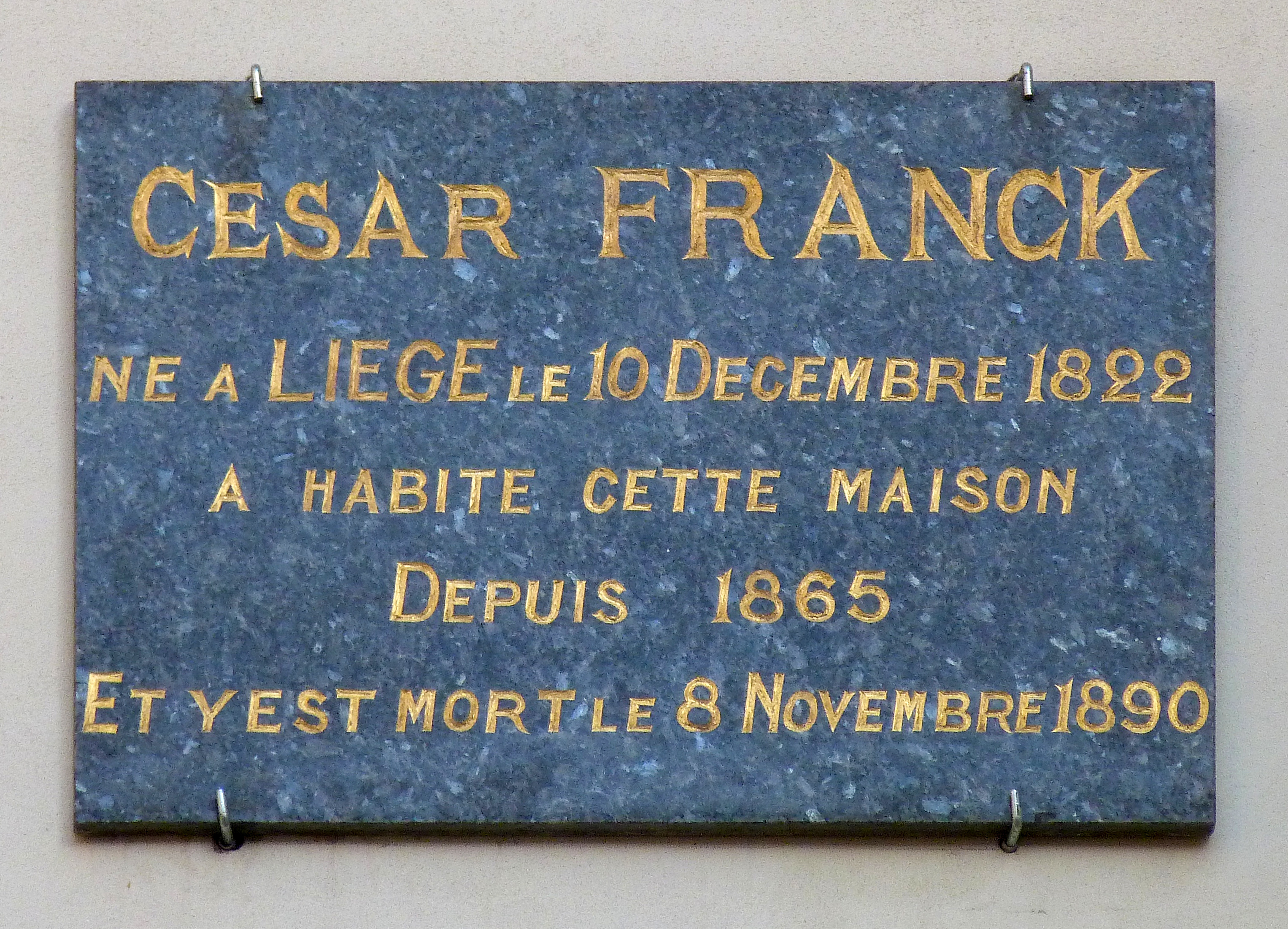
César Franck morava no numéro 95 de 1865 até sua morte em 1890.
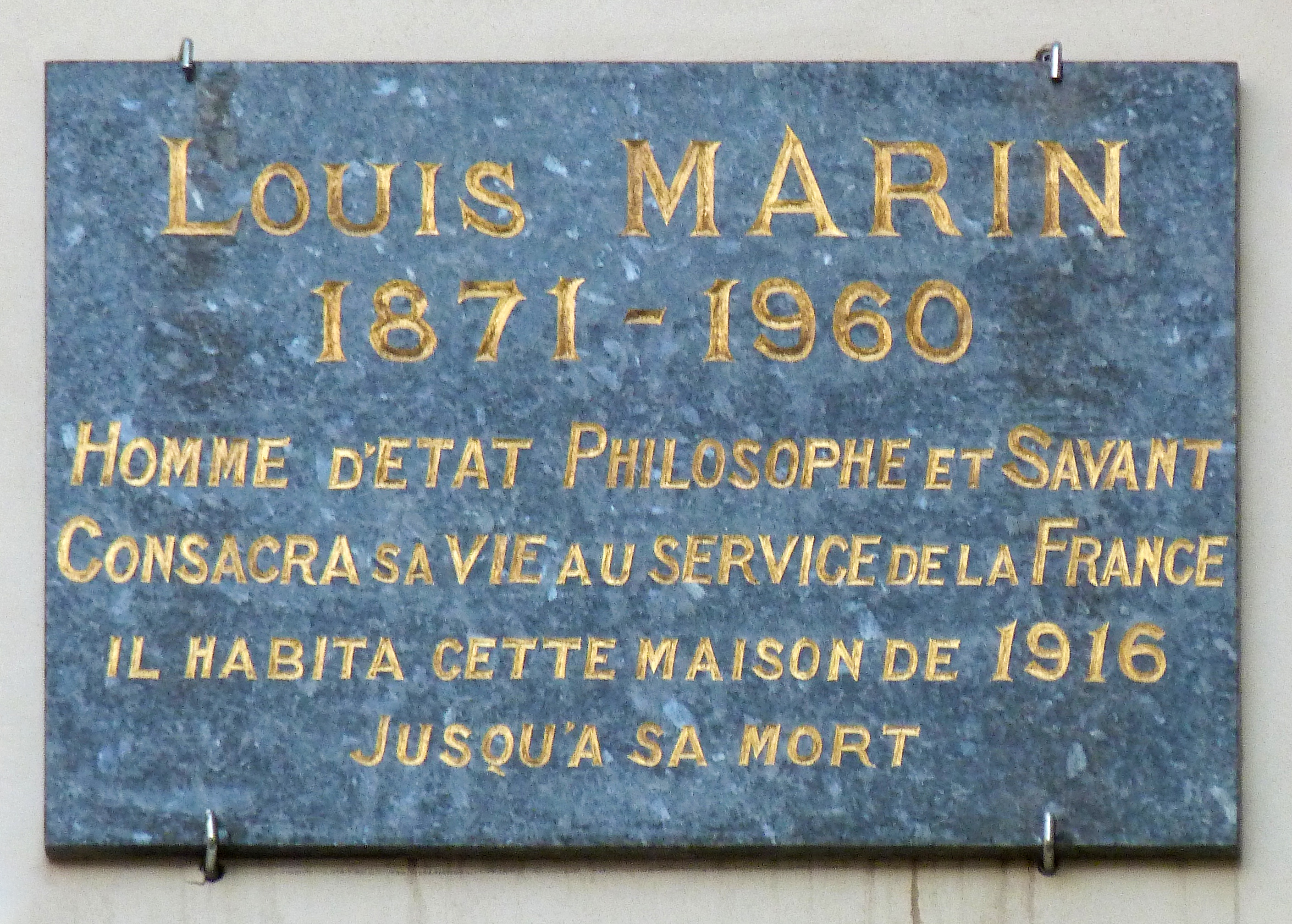
O filósofo e político Louis Marin viveu lá de 1916 até sua morte em 1960.
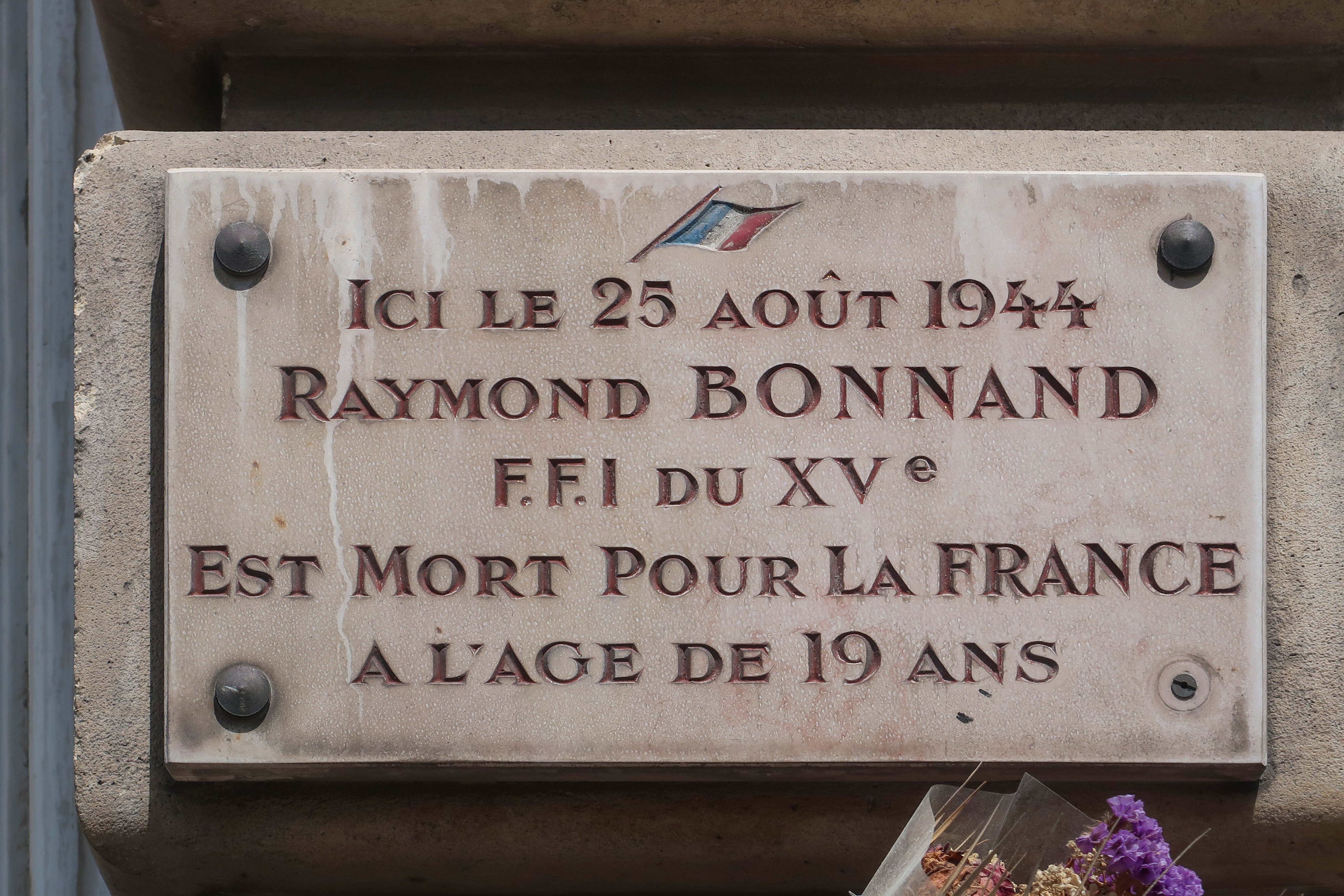
No placa 105 comemorando a morte do FFI Raymond Bonnand em 1944.